# Wolgast

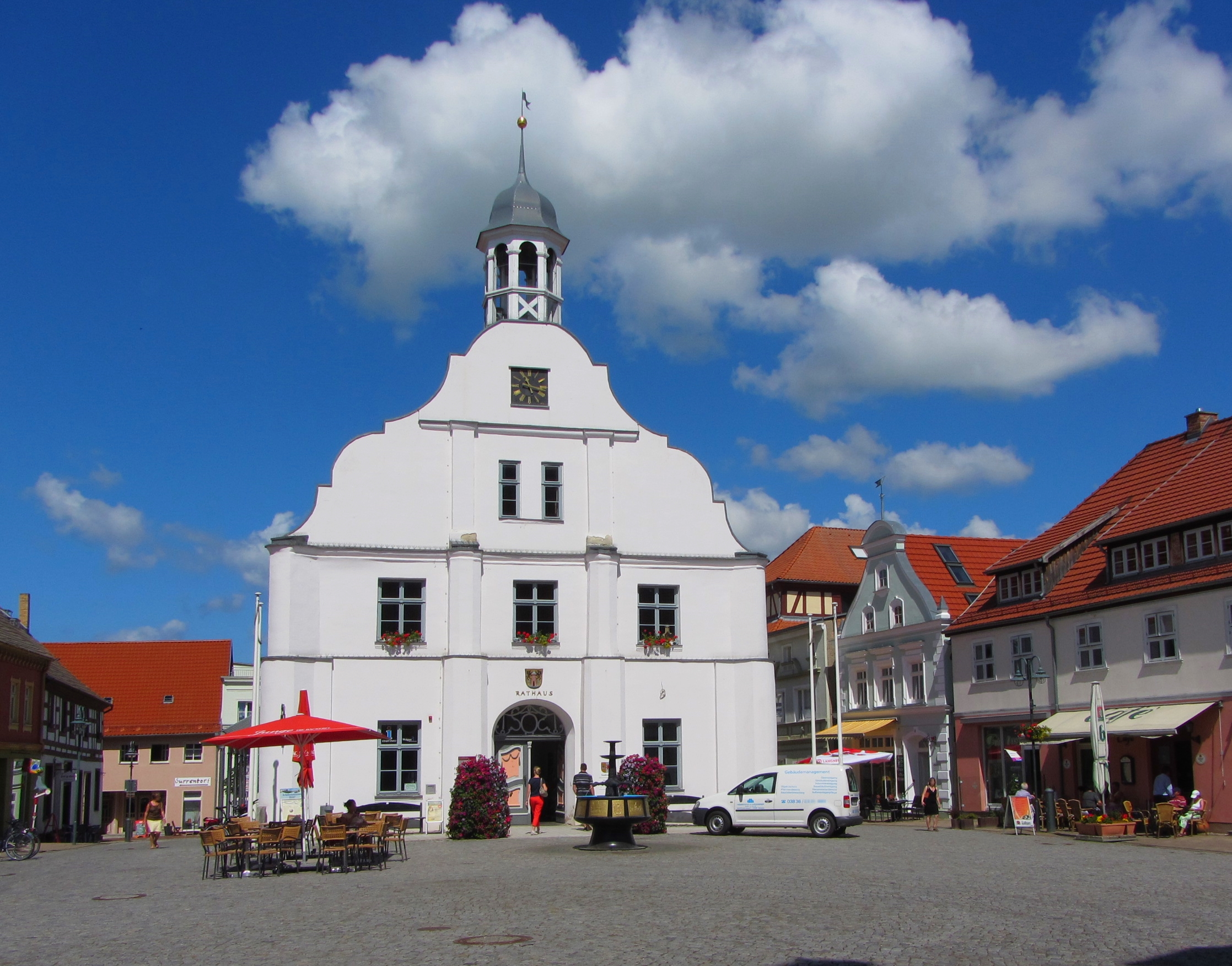
Rathausplatz in Wolgast

Wolgast ist eine Kleinstadt im Nordosten Deutschlands. Der größte Teil der Stadt liegt westlich vor der Insel Usedom, ein kleiner Teil liegt auf der Insel. Sie gehört zum Landkreis Vorpommern-Greifswald und ist Sitz des Amtes Am Peenestrom, dem weitere sechs Gemeinden angehören. Sie ist eines der 18 Mittelzentren des Landes Mecklenburg-Vorpommern.
Aufgrund seiner Lage wird Wolgast wie Anklam als „Tor zur Insel Usedom“ bezeichnet, zudem ist die Stadt für ihr erhaltenes historisches Zentrum mit vielen Baudenkmalen, den Stadthafen und die Peene-Werft bekannt.

## Geographie

### Geographische Lage
Wolgast liegt zum größten Teil am Westufer des Peenestroms, eines Mündungsarmes der Oder und der Peene, der die Insel Usedom vom Festland trennt. Der Ortsteil Mahlzow liegt östlich des Peenestroms auf der Insel. Da diese über zwei Wolgaster Brücken mit dem Festland verbunden ist, wird die Stadt auch als Tor zur Insel Usedom bezeichnet.
Etwa drei Kilometer südwestlich der Stadt, in der Nähe des Ziesebergs, mündet die von Westen aus dem Ziesebruch kommende Ziese in den Peenestrom.

### Stadtgliederung
Das Gebiet der Stadt Wolgast besteht laut ihrer Hauptsatzung aus sechs Ortsteilen:
- Wolgast
- Buddenhagen
- Hohendorf
- Pritzier
- Schalense
- Zarnitz

## Geschichte

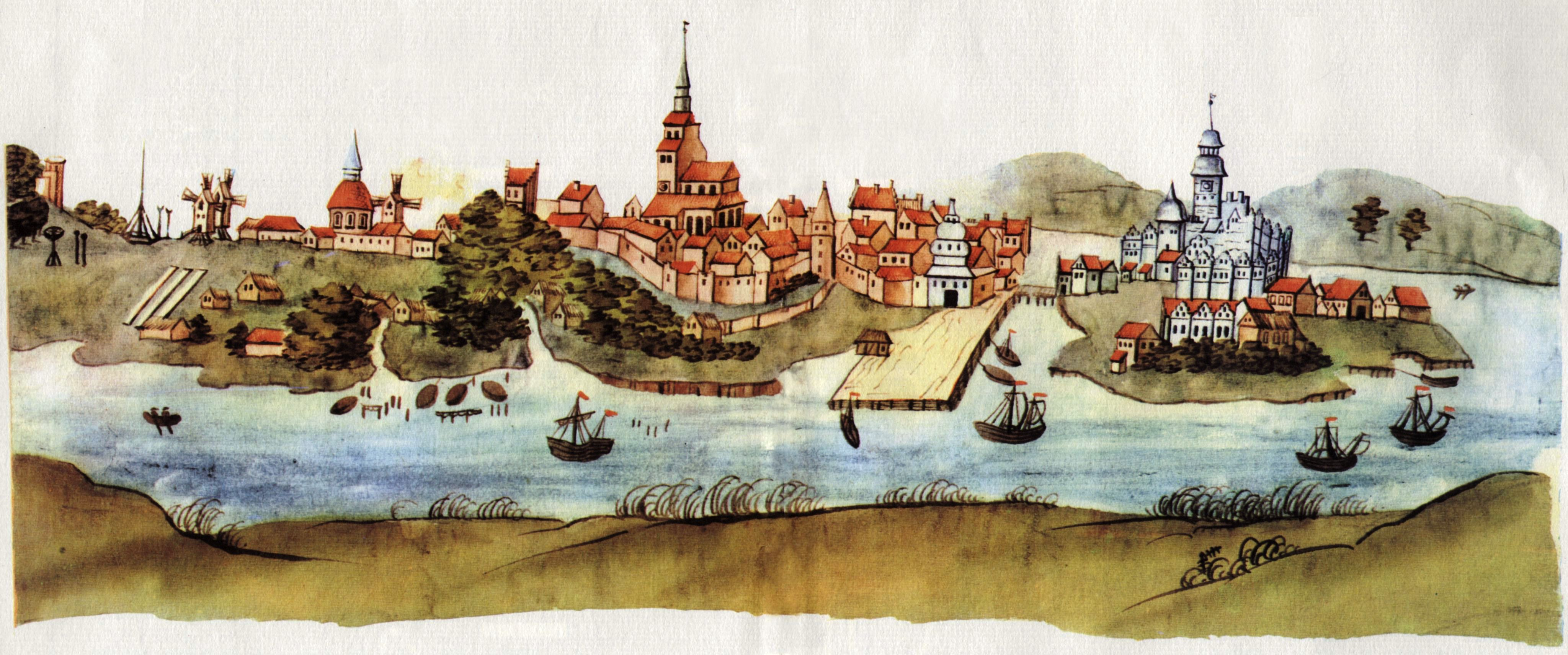
Wolgast in der Stralsunder Bilderhandschrift 1615

### Name
Der Ortsname veränderte sich von Hologost (1127), Hologosta (1165) zu Woligost und urkundlich 1140 zu Wologost sowie zu Wolegast (1229) oder Wolgust (1250) zum heutigen eingedeutschten Wolgast (1189, 1250, 1331). Auch die Burg wurde mit „Castrum Waleguste“ genannt (1194).
Der Name Wolgast könnte ein altpolabischer Personenname Voligost gewesen sein, dessen zweiter Namensteil gość die Bedeutung Gast, auch Freund hat. Der Name bezeichnet somit jemanden, der einen größeren/besseren Freund hat. Wilhelm Ferdinand Gadebusch ging ebenfalls von groß als Bedeutung der ersten Silbe (woly) aus, gast (poln. gąszcz) soll jedoch als Dickicht oder Hain zu deuten sein, woraus er Großer Hain ableitete.

### Mittelalter

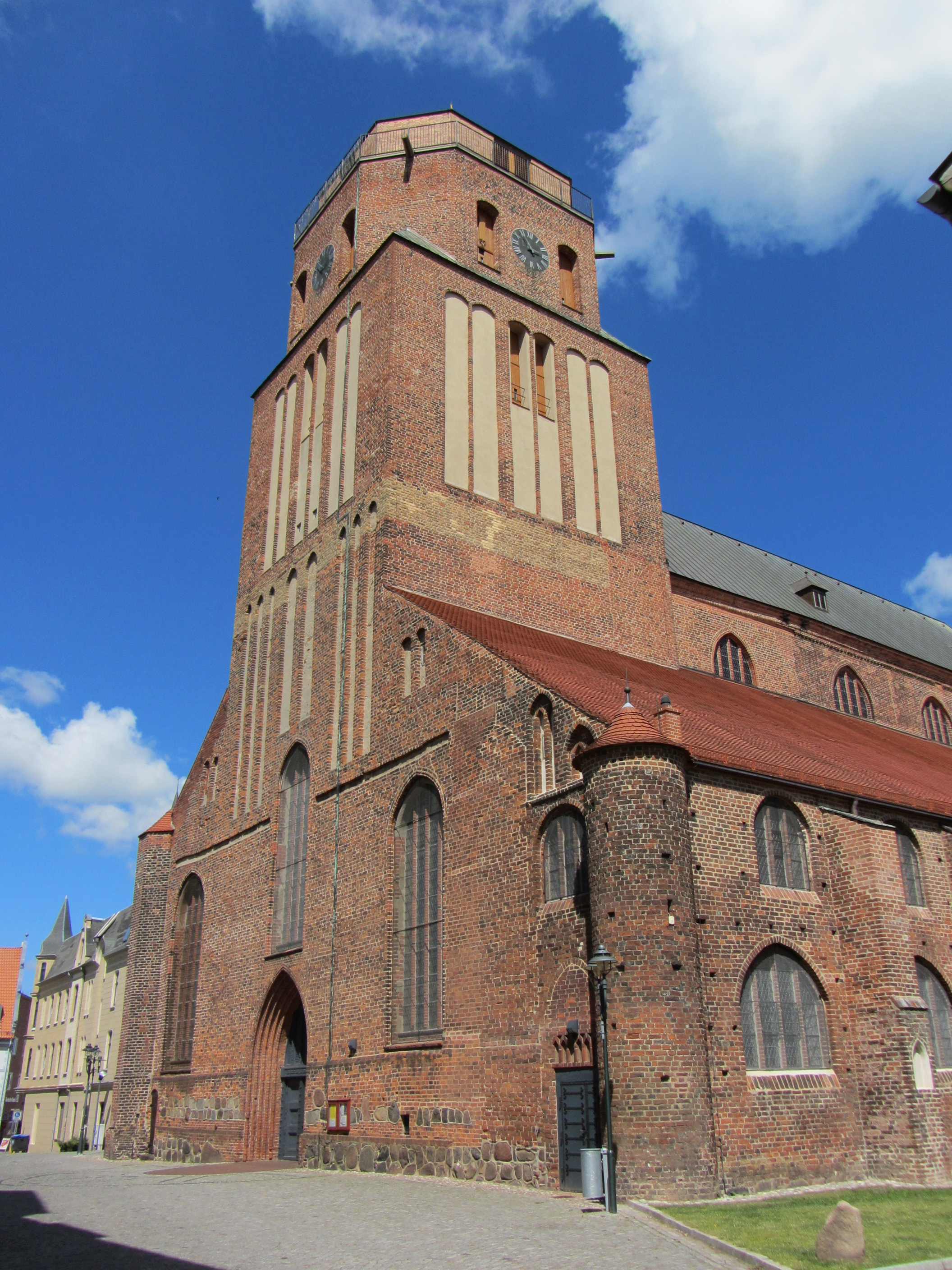
St.-Petri-Kirche (Wolgast)

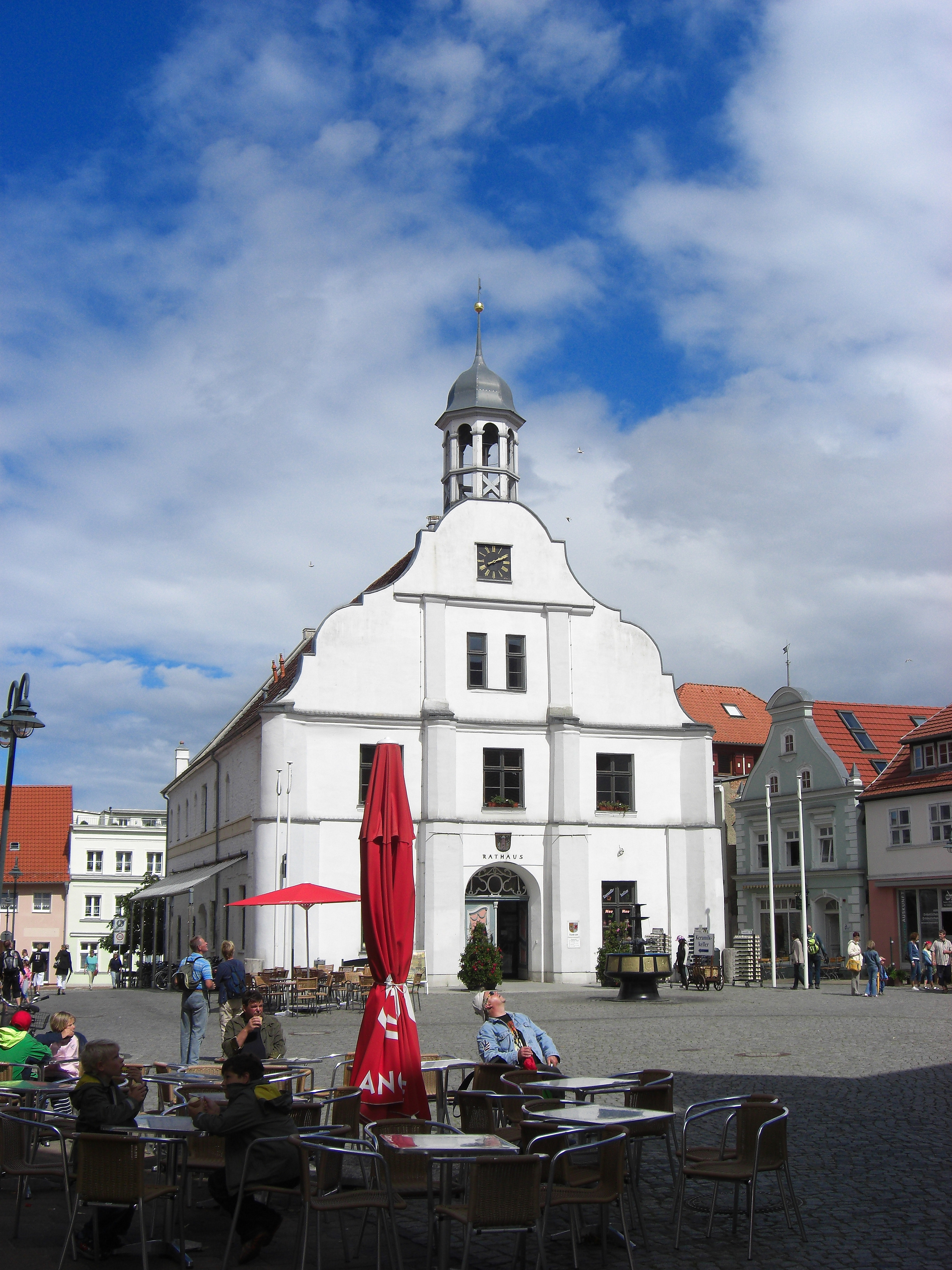
Altes Rathaus

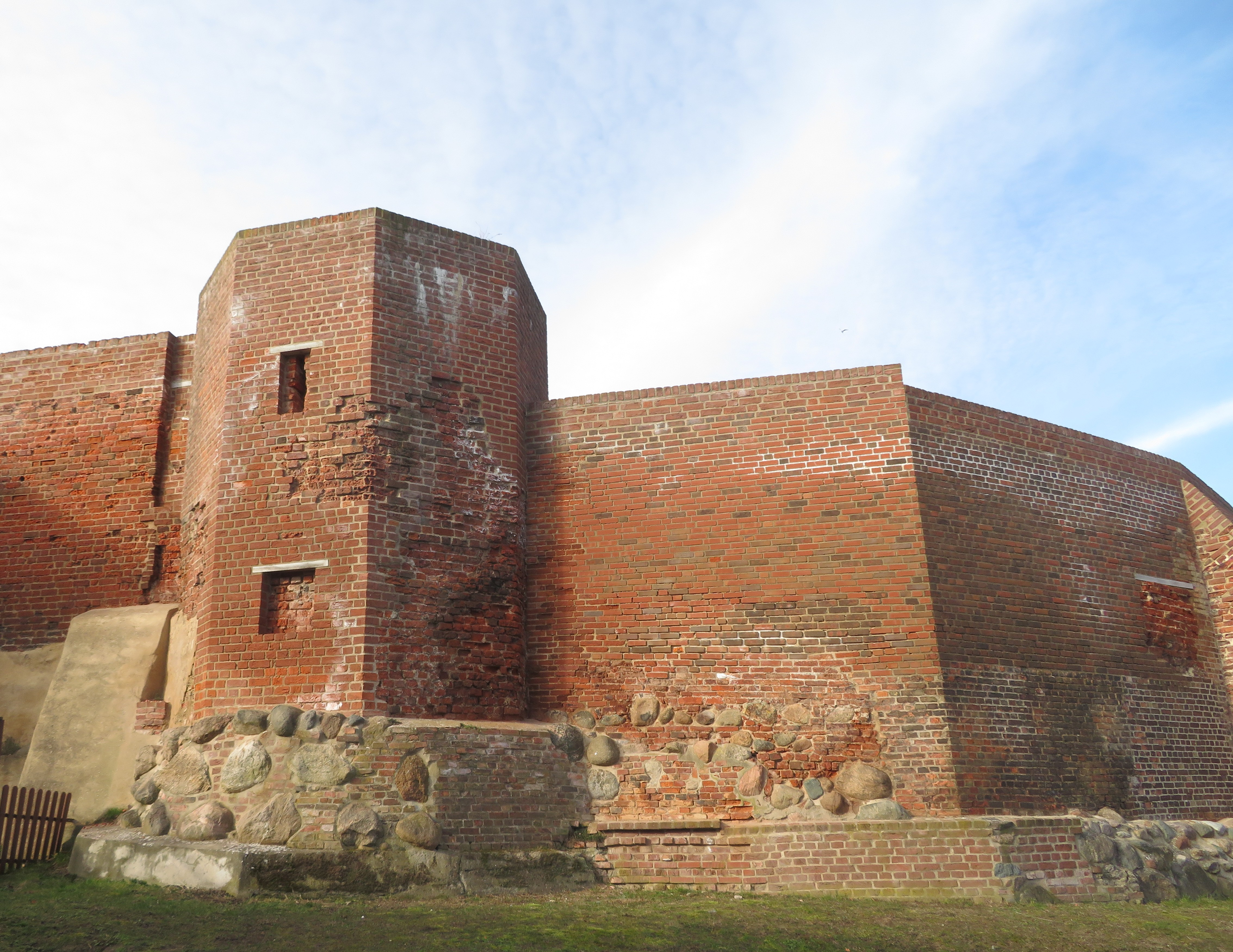
Stadtmauer mit Turm an der Kronwiekstraße

Die Gegend von Wolgast gehörte zum Siedlungsgebiet der slawischen Lutizen, später zum Herzogtum Pommern. Der Ort wurde urkundlich erstmals 1123 als eine Handels- und Zollstelle erwähnt. Hier befand sich der Tempel des slawischen Gottes Jarovit, der durch Bischof Otto von Bamberg auf seiner zweiten Missionsreise 1128 zerstört wurde. Er legte vermutlich an dieser Stelle die St.-Petri-Kirche an. Der Kirchbau und der südlich davon gelegene wendische Rundling waren der Ursprung der Stadt.
1230 wurde letztmals ein Kastellan für Wolgast erwähnt. Die erstmalige Verleihung des Stadtrechts erfolgte wahrscheinlich zwischen 1250 und 1259. Das ergibt sich aus einem Brief von 1259 in dem consules (Ratsherren) erwähnt wurden (laut MUB). Die Bestätigungsurkunde von 1282 durch Herzog Bogislaw IV. beweist, dass die Stadtrechtsverleihung durch die Herzöge Barnim I. und Wartislaw III. gemeinsam erfolgte. Es ist davon auszugehen, dass sich die Stadtrechtsverleihung auf eine neue deutsche Stadt bezog, die mit regelmäßigem Straßennetz neben den bisherigen wendischen Siedlungen Kronwiek, Bauwiek und Fischerwiek angelegt wurde. Wolgast erhielt 1282 durch Herzog Bogislaw IV. eine Bestätigung des Lübischen Stadtrechts.

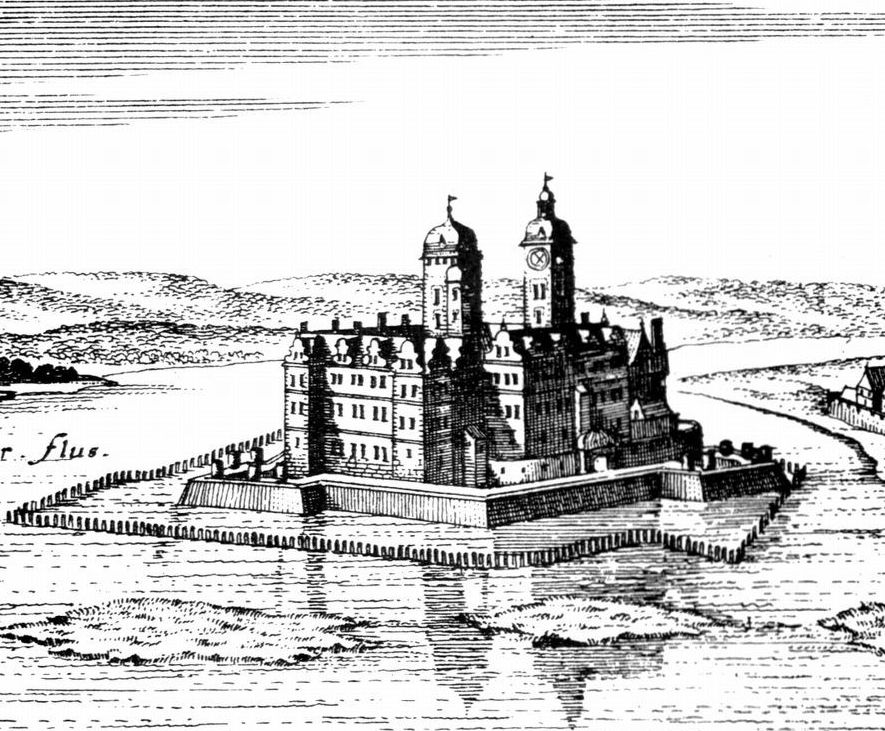
Schloss Wolgast, Kupferstich von Matthäus Merian, 1652 (Topographia Germaniae)

Von 1295 bis 1625 war die Stadt nach der Teilung des Herzogtums Pommern in Pommern-Stettin und Pommern-Wolgast Sitz der Herzöge der Wolgaster Linie. Ihre Residenz, das Schloss Wolgast, war einer der bedeutendsten norddeutschen Renaissancebauten. Es befand sich auf einer der Stadt vorgelagerten Insel im Peenestrom zwischen dem Festland und der Insel Usedom, die bis in die Gegenwart als Schlossinsel bezeichnet wird. Um 1820 verschwanden die letzten Überreste des Schlosses aus dem Stadtbild. Sehenswert aus dieser Zeit sind die Petrikirche mit der herzoglichen Gruft und die Gertrudenkapelle auf dem alten Friedhof, ein architektonisches Kleinod.
Wolgast war Mitglied der Hanse, innerhalb dieses Städtebundes jedoch nie von größerer Bedeutung. Die durch die Residenz vermittelte Nähe des Landesherrn führte dazu, dass die Stadt nicht die Unabhängigkeit und Selbstständigkeit anderer Städte dieser Zeit erreichen konnte.

### 16. bis 19. Jahrhundert

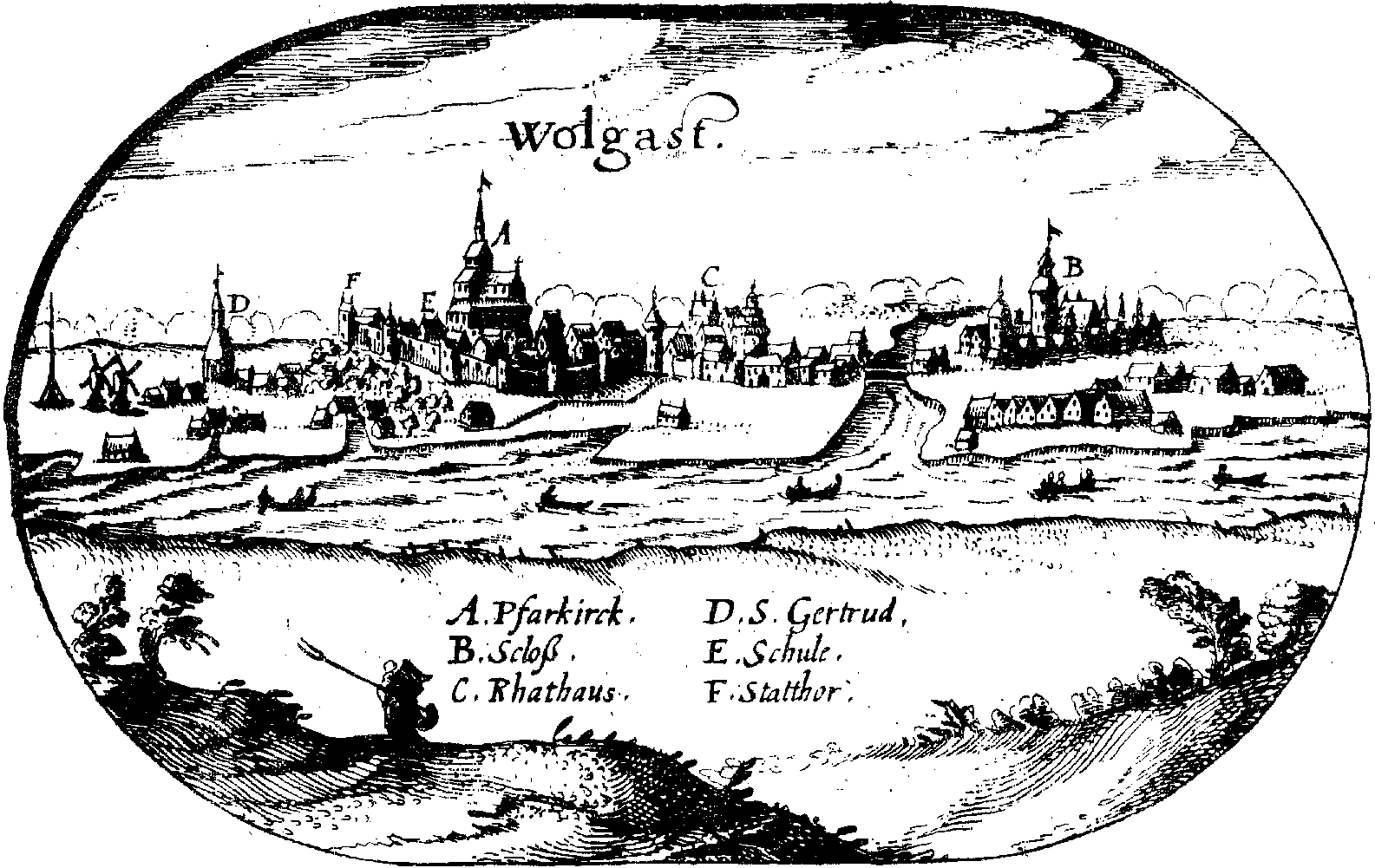
Wolgast Anfang 17. Jahrhundert auf der Lubinschen Karte

Belagerung von Wolgast

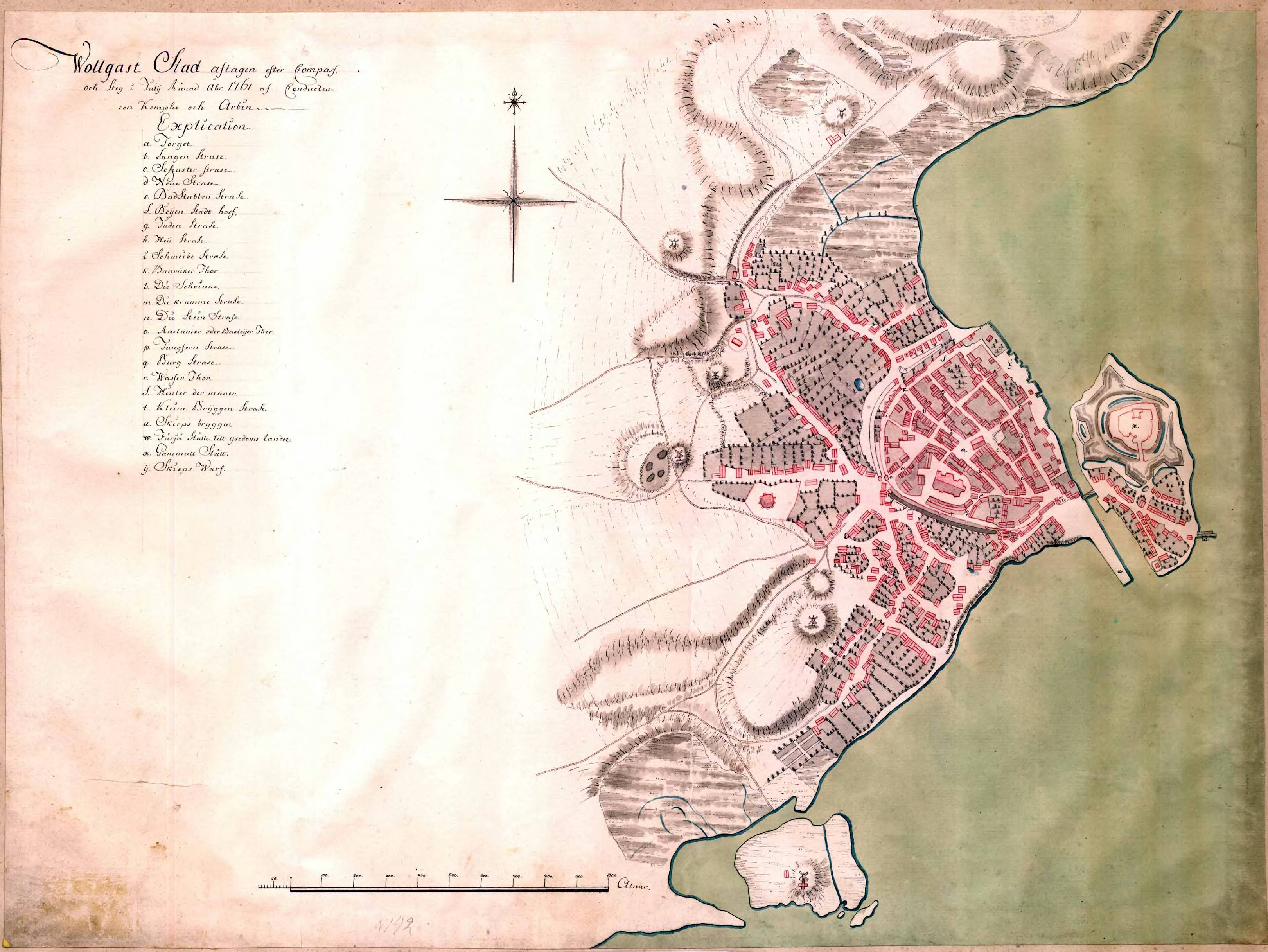
Wolgast 1761

Im Dreißigjährigen Krieg besiegten in der Schlacht bei Wolgast am 2. September 1628 die kaiserlichen Truppen unter Wallenstein die dänischen Verteidiger der Stadt unter König Christian IV. 1630 landete der schwedische König Gustav II. Adolf mit seiner Armee in Peenemünde, das zur Stadt Wolgast gehörte. Nach dem Tod des Königs erfolgte 1633 die Rückführung seines Leichnams nach Schweden von Wolgast aus.
Vom Ende des Dreißigjährigen Krieges 1648 bis zum Wiener Kongress 1815 gehörte die Stadt, wie das gesamte Gebiet Vorpommerns, zu Schwedisch-Pommern und wurde ab 1720 zur Grenzstelle der Oderein- und -ausfahrt, weil die Swineausfahrt versandet war. Wolgast profitierte von den Zoll- und Steuererhebungen. 1713 ließ der russische Zar Peter I. die Stadt im Großen Nordischen Krieg niederbrennen. Dabei wurden das Residenzschloss endgültig und große Teile der Stadt fast völlig zerstört. Das herzogliche Schloss verfiel nach den schweren Kriegsbeschädigungen und wurde als Baumaterial für innerstädtische Häuser und in mehreren Gutsorten zum Beispiel Wrangelsburg und Krebsow verwandt. Daher basiert das heutige Stadtbild von Wolgast in wesentlichen Teilen auf barocker Architektur, mit dem historischen Rathaus als herausragendem Beispiel, bei weitgehend mittelalterlichem Straßengrundriss. Zu den wenigen in diesem Brand nicht zerstörten und damit noch heute verbliebenen Resten gotischer Baukunst zählt die Kirche St. Petri.
Seit dem Ende des 18. Jahrhunderts kam es zu neuem Aufschwung durch Handel und Industrie. Es entstanden Speicher- und Handelshäuser. Um die Mitte des 19. Jahrhunderts verfügten die in Wolgast vertretenen Reeder über 20 Handelsschiffe.

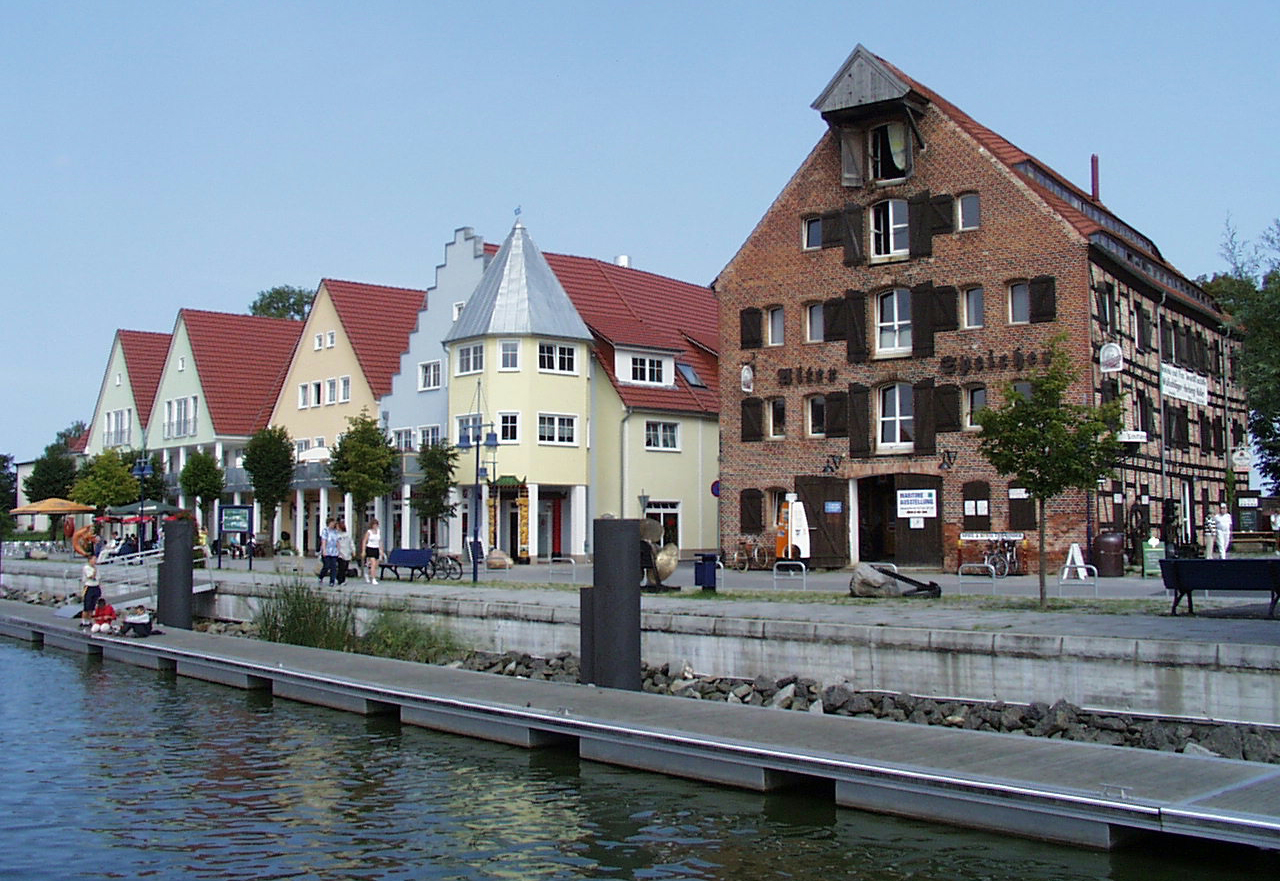
Speicher von 1836 am alten Wolgaster Hafen

Besonders sehenswert als gut erhaltene Fachwerkbauten waren die beiden großen Getreidespeicher am Stadthafen; einer von 1836. In ihnen sollen die letzten Steine des Schlosses verbaut sein. Der in unmittelbarer Nähe zur Peene-Werft stehende, 1843 für den Getreidegroßhändler August Wilhelm Homeyer errichtete Kornspeicher am Wolgaster Hafen wurde in der Nacht vom 6. zum 7. Juni 2006 durch Brandstiftung zerstört.

### Ab 20. Jahrhundert
1899 und 1901 nahm die 1872 von Johannes Quistorp gegründete und inzwischen von seinem Sohn Martin Quistorp geführte Firma Pommerscher Industrie-Verein auf Actien zwei große Portlandzementfabriken in Wolgast in Betrieb, deren wichtigstes Rohmaterial per Schiff angelieferte Rügener Kreide war. Bis 1939 konnten sich die Wolgaster am Markt behaupten. Danach lag das Gelände bis 1945 brach. Es wurde von 1950 bis zur Wende von der Marine der DDR genutzt und ist heute Teil des Südhafen-Gewerbegebietes.
Den Zweiten Weltkrieg überstand Wolgast, bis auf die Sprengung der Peenebrücke im April 1945 durch die Wehrmacht, ohne nennenswerte Zerstörungen. Dies ist vor allem auf die kampflose Übergabe der Stadt am 30. April 1945 an die Rote Armee zurückzuführen.
Zu Zeiten der DDR wurde in der Stadt die Peene-Werft errichtet. Sie war auf Militärschiffbau ausgerichtet und hatte ca. 3500 Beschäftigte. Daneben wurde Wolgast zum Marinestützpunkt. Administrativ wurde Wolgast ab 1952 Kreisstadt des Kreises Wolgast im Bezirk Rostock. Die Einwohnerzahl stieg bis 1989 auf etwa 17.000.

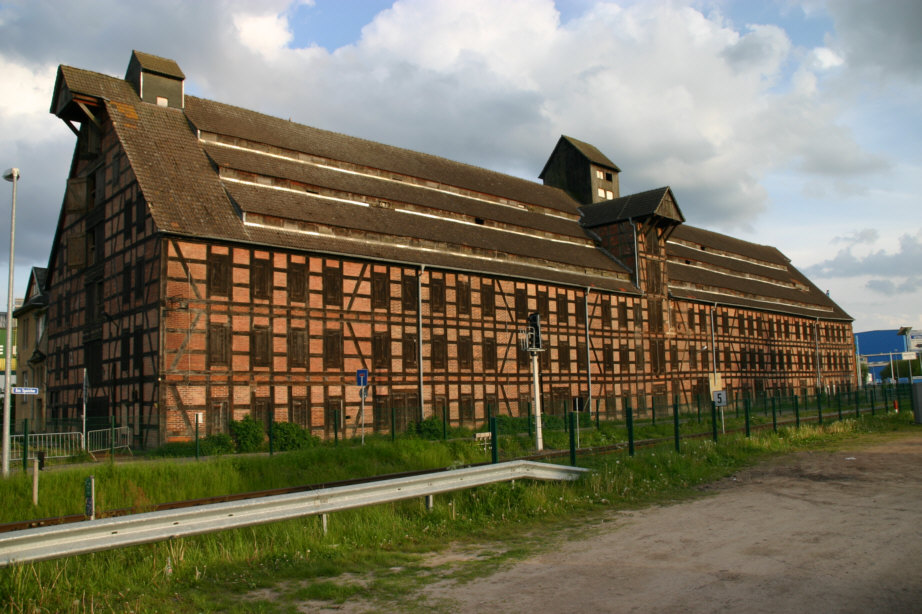
Fachwerkspeicher am Hafen (Kornspeicher), 1836 erbaut, 2006 durch Brandstiftung zerstört

Nach der politischen Wende wurden ab 1991 der historische Stadtkern und die Schlossinsel im Rahmen der Städtebauförderung grundlegend saniert. Durch Stadtumbau und Wohnumfeldverbesserungen wurden die benachbarten großen Wohngebiete saniert. Nach der Wiedervereinigung wurden die Marinestreitkräfte abgezogen. Seit Beginn der 1990er Jahre hat Wolgast deutlich an Einwohnern verloren. Grund dafür ist die Abwanderung in andere Bundesländer, aber auch die Stadtflucht in kleinere Umlandgemeinden.
Im Zuge der Kreisreform Mecklenburg-Vorpommern 1994 wurde der Kreis Wolgast zusammen mit den Kreisen Anklam und Greifswald-Land zum Landkreis Ostvorpommern zusammengefasst, dessen Kreissitz die Stadt Anklam war. Mit der Kreisgebietsreform Mecklenburg-Vorpommern 2011 wurde Wolgast Teil des Landkreises Vorpommern-Greifswald.
Am 23. September 2008 erhielt die Stadt den von der Bundesregierung verliehenen Titel Ort der Vielfalt.

### Geschichte der Ortsteile

#### Buddenhagen
Der Ort Buddenhagen wurde erstmals als buddenhaghen 1387 urkundlich erwähnt.

#### Hohendorf

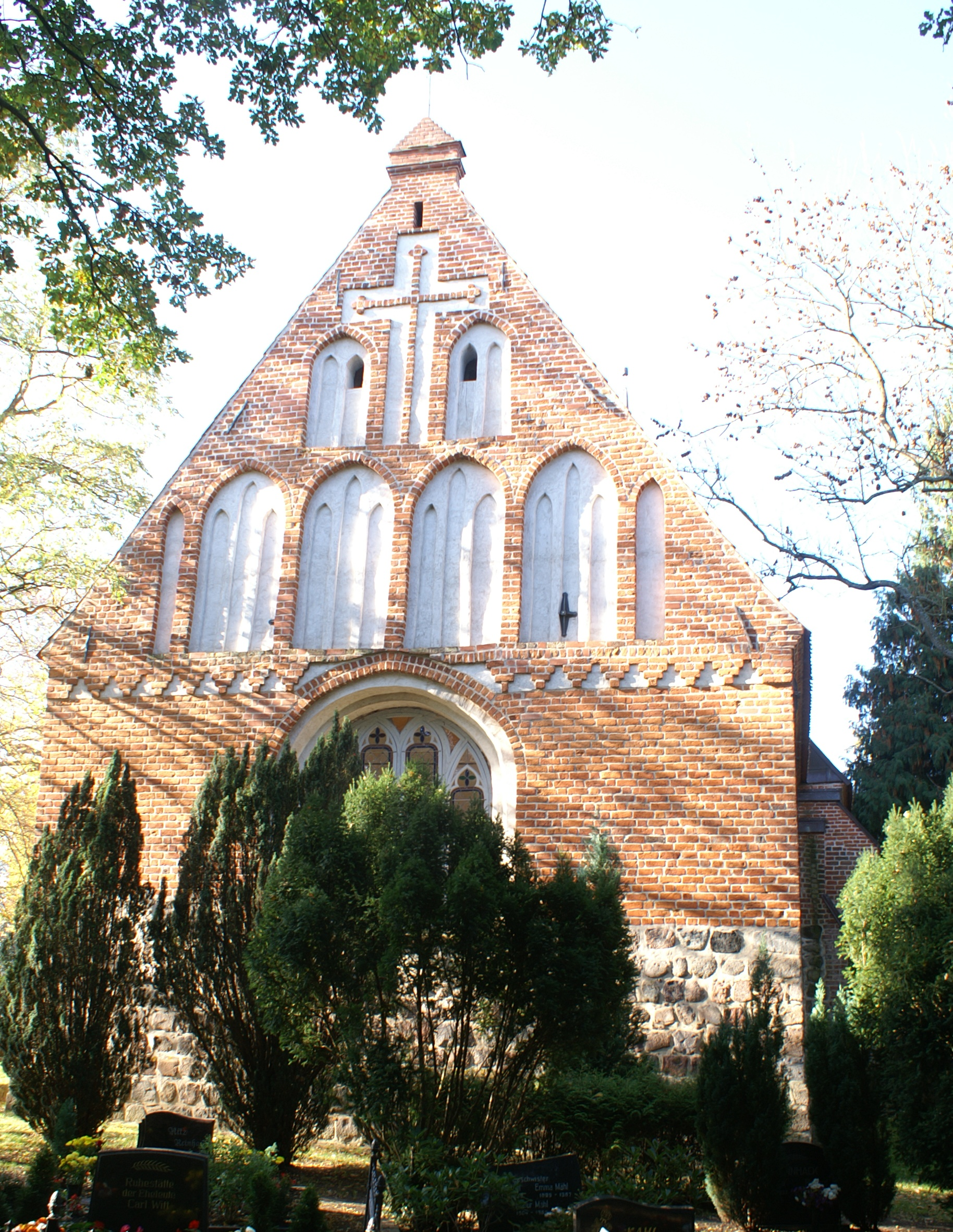
Kirche Hohendorf

Hohendorf wurde als Hogendorp 1319 erstmals urkundlich erwähnt.

#### Pritzier
Pritzier wurde erstmals 1618 als Prißer in der Lubinschen Karte erwähnt. Bereits vorher war die Familie von Nienkerken (Neuenkirchen) Besitzer des Lehens, ab wann ist nicht verzeichnet. Deren letzter Erbe starb 1641. Nach dem Dreißigjährigen Krieg wurde 1648 der schwedische Marschall Conrad Mardefelt durch königlich schwedische Dotation Herr von Gut Pritzier mit den Dörfern Hohendorf, Katzow und Netzeband. Schon 1653 verkaufte er an den schwedischen Feldmarschall Carl Gustaf Wrangel. Dies löste jedoch Streitigkeiten über die Besitzverhältnisse des Gutes während der Reduktion von 1694 aus. Die Wrangelschen Erben erhielten aber durch die Reduktionskommission den durch rechtmäßigen Kauf erworbenen Besitz zurück. 1720 starb mit Wrangels Enkelin die letzte Erbin, und so wurde das Gut landesherrliche Domäne. Der Ort Pritzier wurde ein Domänendorf und Gutssitz.
1865 hatte Pritzier 143 Einwohner in 22 Familien, an Gebäuden war vorhanden: 1 Schule, 11 Wohn- und 19 Wirtschaftsgebäude.
Pritzier ist ein Gutsdorf mit Gut und Landarbeiterkatenzeile; vom Gut sind Reste vorhanden. Es wurde am 1. Juli 1950 nach Hohendorf eingemeindet.

#### Schalense
Schalense wurde erstmals 1454 urkundlich erwähnt (Quelle fraglich) und 1618 als Schalensee in der Lubinschen Karte genannt. Es war früher ein Vorwerk, das zum Amt Wolgast gehörte. Im Dreißigjährigen Krieg, um 1637, brannte das Dorf völlig nieder. 1648 wurde Schalense Eigentum des Generalproviantmeisters von Pommern Steffen Larßen Kempe und des Rittmeisters Knäckfädt. 1667 wurde Schalense königliche Domäne, die König Karl XII. 1701 verpfändete. Erst ab dem 1. März 1763 war Schalense wieder freies Domänengut. Von 1831 bis 1945 befand sich das Gut in Familienbesitz.
Schalense war ein typisches Gutsdorf mit dem dominanten Gut und einer kleinen Katenzeile für die Landarbeiter. Zum Dorf gehörte ab ca. 1850 ein Chausseehaus an der heutigen Bundesstraße 111, das mit dem Bau der Steinbahn von Wolgast nach Moeckow-Berg errichtet wurde, um den Wegezoll zu kassieren. Die Häuser wurden, wie noch heute zu sehen ist, direkt an der Straße gebaut, durch das dorthin führende Fenster wurde kassiert. Das wurde aber bald überall wieder aufgegeben, weil zu der Zeit fast nur Bauern mit Pferdewagen unterwegs waren und die die Zollstellen einfach umgingen. Die Chausseehäuser wurden dann als Wohnungen für die Straßenmeister und deren Arbeiter genutzt.

#### Zarnitz
Zarnitz, der kleinste Ortsteil, wurde erstmals 1387 urkundlich als Zarentze erwähnt. Der Name ist vom slawischen schwarz abgeleitet.
In Zarnitz lebten 1817 nur ein Vollbauer und ein Kossät. Der Ort war als Vorwerk seit 1648 im Domänenbesitz. 1849 wohnten hier neun Bauern. Um 1850 hatte das Dorf 16 Häuser mit 124 Einwohnern. 1855 wurde das Domänenvorwerk aufgelöst, und der Ort wurde zu einem Kolonistendorf. Neben dem Hauptort gab es etwa zehn weit in der Gemarkung verteilte Wohnplätze bzw. Gehöfte. Davon war eines ein Mühlengehöft mit einer Bockwindmühle, und das andere Gehöft war der Poggenkrug an der Grenze zu Hohendorf. Das Dorf wurde so zur Streusiedlung.

### Wohnplätze und Wüstungen
Stadtteile von Wolgast
Der Stadtteil Wolgast-Süd entstand um 1960, Tannenkamp um 1970 als Eigenheimsiedlung, Wolgast-Nord um 1980 als Plattenbau-Wohnbezirk und Am Schanzberg nach 1990 als Gewerbegebiet. Der alte Stadtteil Wolgast-Fähre auf Usedom wurde dem späteren Ortsteil Mahlzow zugeschlagen.
Hohenfelde (Wohnplatz)
Dort wurde 1854 ein Forsthaus gebaut, das noch heute besteht. 1859 wurde Hohenfelde zum ersten Mal genannt. Daneben bestand bis vor kurzem ein zugehöriges Waldarbeitergehöft, das als „Flodderhaus“ bekannt wurde, 2012 ausbrannte und 2014 abgeräumt wurde.
Mahlzow (Insel Usedom)
Mahlzow wurde 1309 erstmals als Maltsow urkundlich genannt. Der slawische Name wird als klein = malo gedeutet. Mahlzow war von der Form her ein Straßendorf und nach seiner Funktion ein Bauerndorf. Leicht nördlich von Mahlzow bestand eine für Wolgast wichtige Schanze, die wohl seit dem Dreißigjährigen Krieg und noch bis 1835 Bestand hatte.
Mahlzow bestand ursprünglich aus dem Dorf Mahlzow und dem Wolgaster Stadtteil Wolgast-Fähre mit dem dortigen Kopf- und Fährbahnhof. Beide wurden nach 1945 vereinigt. Inzwischen sind Wolgast-Fähre und Mahlzow auch baulich miteinander verbunden.
Weidehof (Wohnplatz)
Ein Einzelfund belegt für Weidehof eine frühzeitliche Besiedlung der Umgebung. Eine bronzezeitliche Knopfsichel wurde im Moor nordwestlich vom Vorwerk Weidehof 20 m südlich vom Ziesegraben vom Gutspächter Zilm gefunden. Sie ist 17 cm lang, in der Mitte 3,2 und am Knopf 3,3 cm breit. (Angaben nach W. Petzsch – 1935)
Weidehof wurde erstmals 1859 als solches erwähnt. Der Ort gehörte bereits früh zur Stadt Wolgast, wurde aber wohl als Vorwerk vom Gut Karrin bewirtschaftet. Zum Vorwerk gehörte auch eine Ziegelei mit eigenen Tongruben nahe am Peenestrom.
Hohestelle (Wüstung)
Hohestelle war ein Wohnplatz im Waldgebiet zwischen Buddenhagen und Jägerhof und wurde zuerst im Preußischen Urmesstischblatt (PUM) 1835 aufgeführt, nicht aber im Messtischblatt 1880. Es scheint eine Waldarbeitersiedlung gewesen zu sein.
Neuenzimmer (Wüstung)
Der Ort wurde 1809 als Neuenlimmer und 1859 als Neuenzimmer genannt. Es war ein Waldgehöft, das nach 1859 wüst gefallen ist. Es lag zwischen Buddenhagen und Jägerhof und war wohl eine Waldarbeitersiedlung.
Mittelplatz (Wüstung)
Mittelplatz war ein Wohnplatz im Waldgebiet zwischen Buddenhagen und Jägerhof und wurde zuerst im Preußischen Urmesstischblatt (PUM) 1835 aufgeführt, verschwindet aber im Messtischblatt 1880 bereits wieder. Es scheint eine Waldarbeitersiedlung gewesen zu sein.
Ziese-Mühle (Wüstung)
Ziese-Mühle wurde 1618 in der Lubinschen Karte als Zisemöhlen erwähnt. Noch bis 1809 wurde die Ortschaft genannt, wurde dann wohl wüst. Die genaue Lage an der Ziese vor Wolgast ist nicht überliefert.

### Eingemeindungen
Zum 1. Januar 2012 wurden die Gemeinden Buddenhagen und Hohendorf nach Wolgast eingemeindet.

## Bevölkerung
| Jahr | Einwohner |
| ---- | --------- |
| 1956 | 13.934    |
| 1959 | 14.180    |
| 1960 | 14.390    |
| 1965 | 14.953    |

| Jahr | Einwohner |
| ---- | --------- |
| 1990 | 17.013    |
| 1995 | 15.512    |
| 2000 | 13.747    |
| 2005 | 12.583    |
| 2010 | 11.940    |
| 2015 | 12.312    |

| Jahr | Einwohner |
| ---- | --------- |
| 2020 | 11.840    |
| 2021 | 11.890    |
| 2022 | 12.055    |
| 2023 | 12.092    |

1956–1965: Staatliche Zentralverwaltung für Statistik, Kreisstelle Wolgast (Hrsg.): Statistisches Taschenbuch Kreis Wolgast. Ab 1990: Stand: 31. Dezember des jeweiligen Jahres
Der zeitweilige Anstieg der Einwohnerzahl zwischen 2010 und 2015 ist auf die Eingemeindung von Buddenhagen und Hohendorf im Jahr 2012 zurückzuführen.

## Politik

### Stadtvertretung
Die Stadtvertretung von Wolgast besteht aus 25 Mitgliedern. Die Kommunalwahl am 9. Juni 2024 führte bei einer Wahlbeteiligung von 54,2 % zu folgendem Ergebnis:
| Partei / Wählergruppe              | Stimmenanteil 2019 | Sitze 2019 |  | Stimmenanteil 2024 | Sitze 2024 |
| ---------------------------------- | ------------------ | ---------- |  | ------------------ | ---------- |
| AfD                                | 19,2 %             | 5          |  | 33,5 %             | 8          |
| CDU                                | 18,5 %             | 5          |  | 18,2 %             | 5          |
| Bürger für Wolgast (BFW)           | 16,8 %             | 4          |  | 17,9 %             | 5          |
| Kompetenz für Wolgast (KfW)        | 17,9 %             | 5          |  | 17,3 %             | 4          |
| Offene Liste Wolgast               | –                  | –          |  | 05,7 %             | 2          |
| Die Linke                          | 09,1 %             | 2          |  | 05,3 %             | 1          |
| Wolgaster Leben Gemeinschaft (WLG) | –                  | –          |  | 01,6 %             | –          |
| Einzelbewerber Dawid Slawiński     | –                  | –          |  | 00,4 %             | –          |
| Einzelbewerber Lars Bergemann      | 07,0 %             | 1          |  | –                  | –          |
| SPD                                | 05,0 %             | 1          |  | –                  | –          |
| Bündnis 90/Die Grünen              | 02,2 %             | 1          |  | –                  | –          |
| FDP                                | 01,1 %             | –          |  | –                  | –          |
| 4 Einzelbewerber                   | 03,2 %             | –          |  | –                  |            |
| Insgesamt                          | 100 %              | 24         |  | 100 %              | 25         |

Bei der Wahl 2019 entfielen auf den Einzelbewerber Bergemann zwei Sitze. Daher blieb in der Stadtvertretung ein Sitz unbesetzt.

### Bürgermeister
- 1991–2008: Jürgen Kanehl (SPD)
- 2008–2022: Stefan Weigler (CDU)[17]
- seit 2022: Martin Schröter (parteilos)

Martin Schröter konnte in der Bürgermeisterstichwahl am 22. Mai 2022 53,1 % der Stimmen auf sich vereinen und setzte sich damit gegen den Amtsinhaber Stefan Weigler durch. Seine Amtsdauer beträgt sieben Jahre.

### Wappen
| Wappen von Wolgast | Blasonierung: „In Gold auf grünem Boden ein roter Zinnenturm mit abwechselnd von Blau und Gold senkrecht gestreiftem Kuppeldach und geschlossenem goldenen Tor zwischen zwei einander zugewendeten, rot gezungten, golden bewehrten schwarzen Greifen, die auf den Bärten zweier abgewendeter schwarzer Schlüssel stehen und mit einer Hinterpranke den Turm und mit den Fängen die Kuppel ergreifen.“ |
| Wappen von Wolgast | Wappenbegründung: Das in Anlehnung an das SIGILLVM CIVITATIS WOLGAST – als Abdruck erstmals 1295 vor der Landesteilung überliefert – gestaltete Wappen symbolisiert mit dem Turm eine befestigte Stadt. Mit den Greifenfiguren wird auf die pommerschen Herzöge als Stadtgründer und Stadtherren verwiesen, mit ihrer späteren schwarzen Tingierung im goldenen Feld auf die Zugehörigkeit der Residenzstadt zu dem nach der Landesteilung von 1295 entstandenen Teilherzogtum Pommern-Wolgast und mit der Tingierung des von Blau und Gold gestreiften Kuppeldaches des Turmes auf ihre Zugehörigkeit zu dem nach der erneuten Landesteilung 1532 gebildeten Teilherzogtum Pommern-Wolgast. Die beiden Schlüssel deuten auf Petrus als Schutzheiligen der St.-Petri-Kirche hin. Das Wappen wurde Ende des 19. Jahrhunderts nach der Feststellung durch das Königlich Preußische Heroldsamt gestaltet und 1997 neu gezeichnet. Es wurde unter der Nr. 52 der Wappenrolle des Landes Mecklenburg-Vorpommern registriert. |

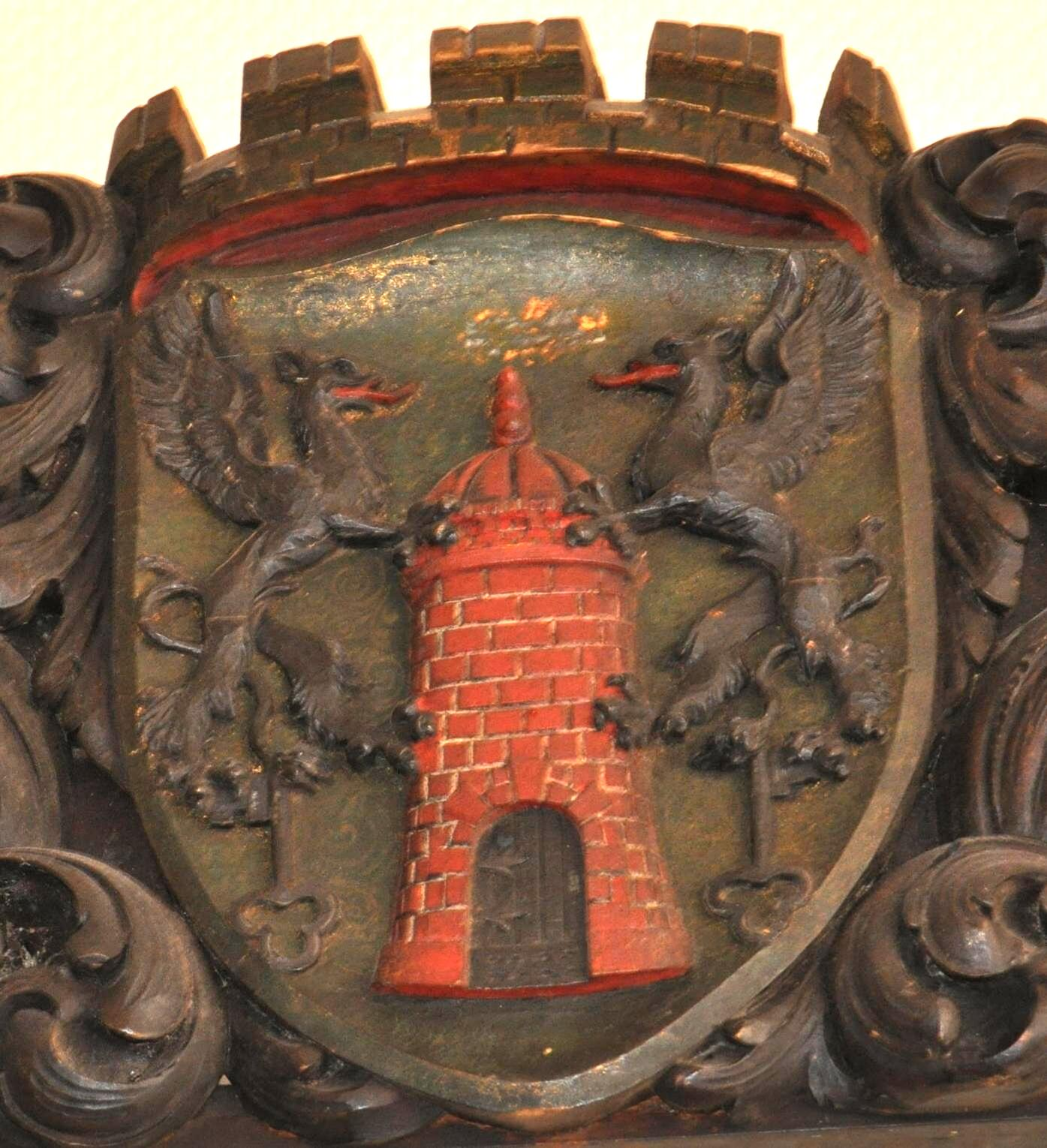
Wappen der Stadt Wolgast im Kreishaus Greifswald

Das historische Wappen ist fassbar im Wappenfries der 24 Gutsherren und drei Städte des ständischen Kreistages des Landkreises Greifswald im Kreishaus am Markt 10/11.

### Flagge

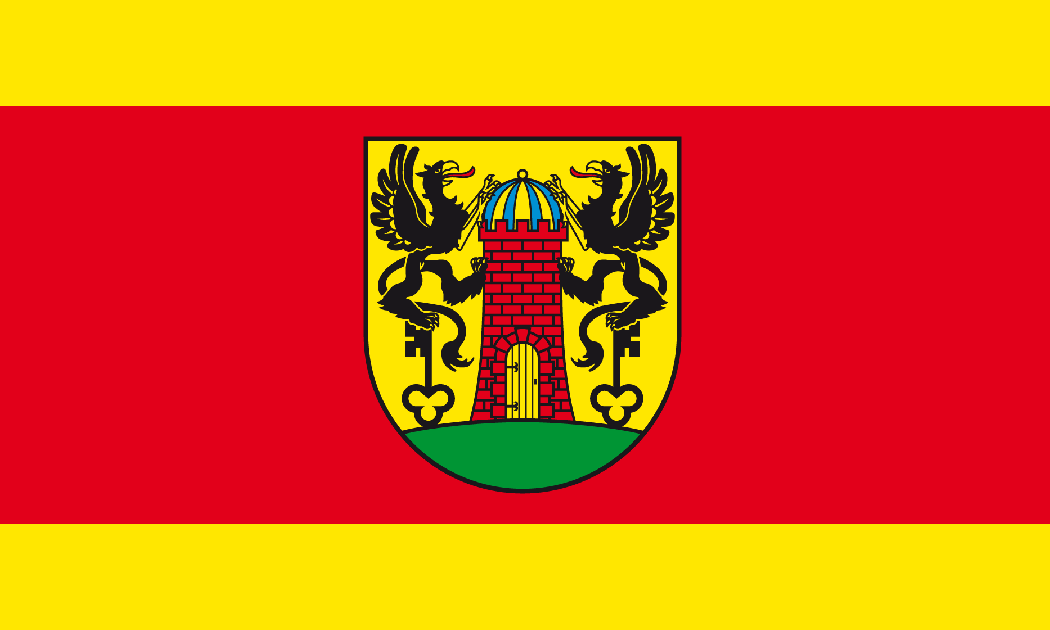
Flagge der Stadt Wolgast

Die Flagge wurde am 18. Juni 1997 durch das Ministerium des Innern Mecklenburg-Vorpommerns genehmigt.
Die Flagge ist längs gestreift von Gelb, Rot und Gelb. Die gelben Streifen nehmen je ein Sechstel, der rote Streifen nimmt zwei Drittel der Höhe des Flaggentuchs ein. In der Mitte des roten Streifens liegt das Stadtwappen, das fünf Neuntel der Höhe des Flaggentuchs einnimmt. Die Länge des Flaggentuchs verhält sich zur Höhe wie 5:3.

### Dienstsiegel
Das Dienstsiegel zeigt das Stadtwappen mit der Umschrift „STADT WOLGAST“.

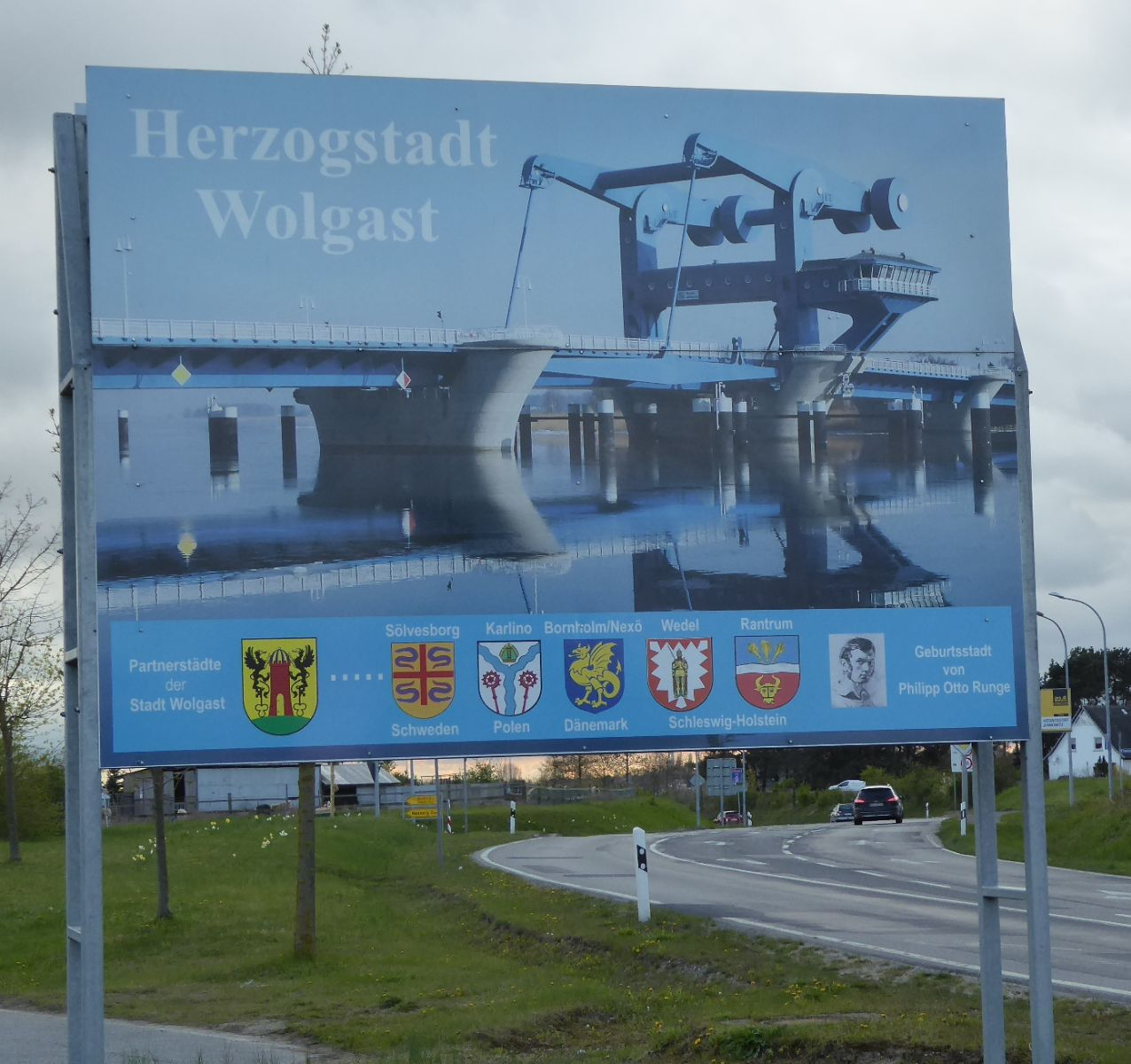
Partnerstädte

### Städtepartnerschaften
Partnerstädte von Wolgast sind:
- Rantrum in Schleswig-Holstein
- Wedel in Schleswig-Holstein
- Karlino in der Woiwodschaft Westpommern in Polen

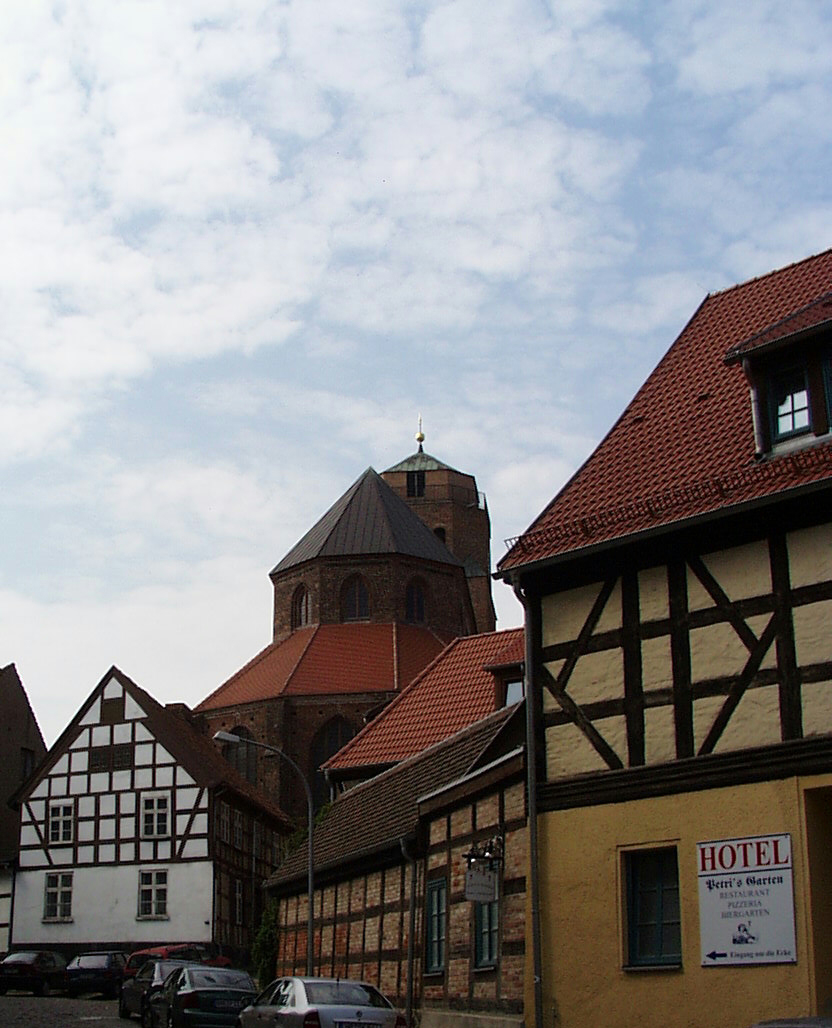
Fachwerkhäuser in Wolgast

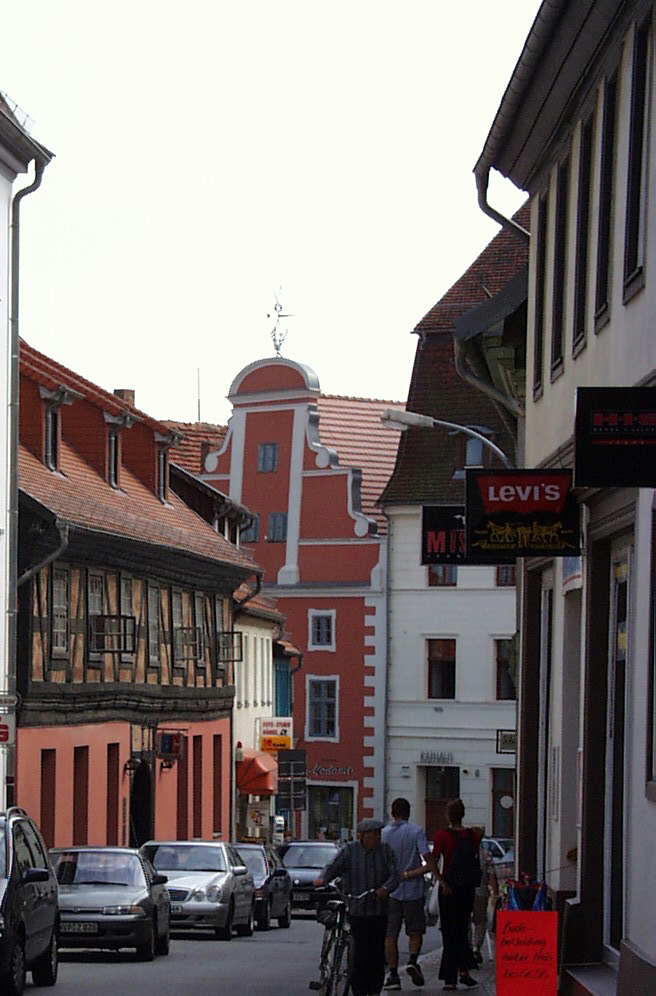
Wolgaster Straßenszene, ein Giebelhaus im Hintergrund

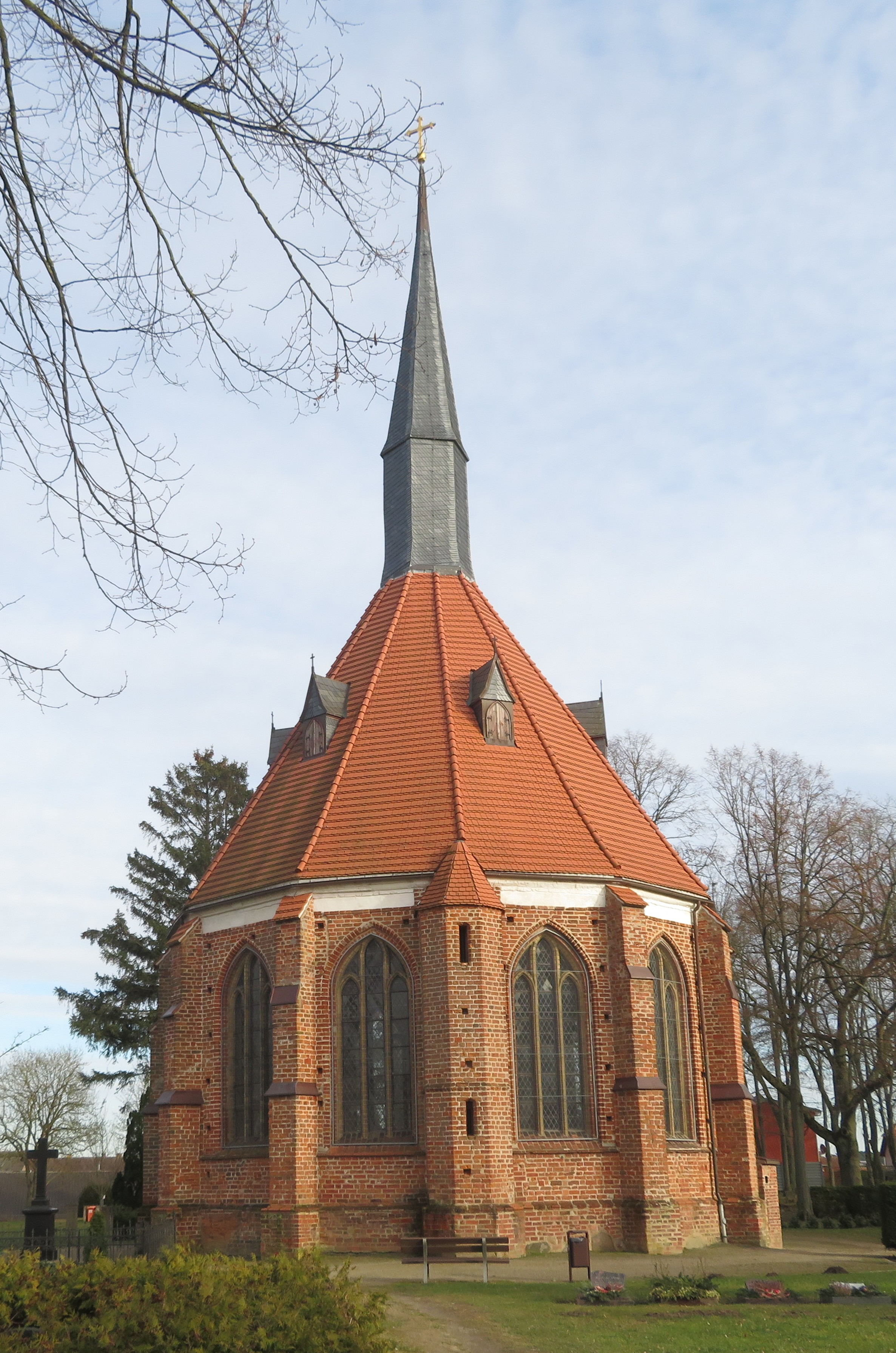
Gertrudenkapelle

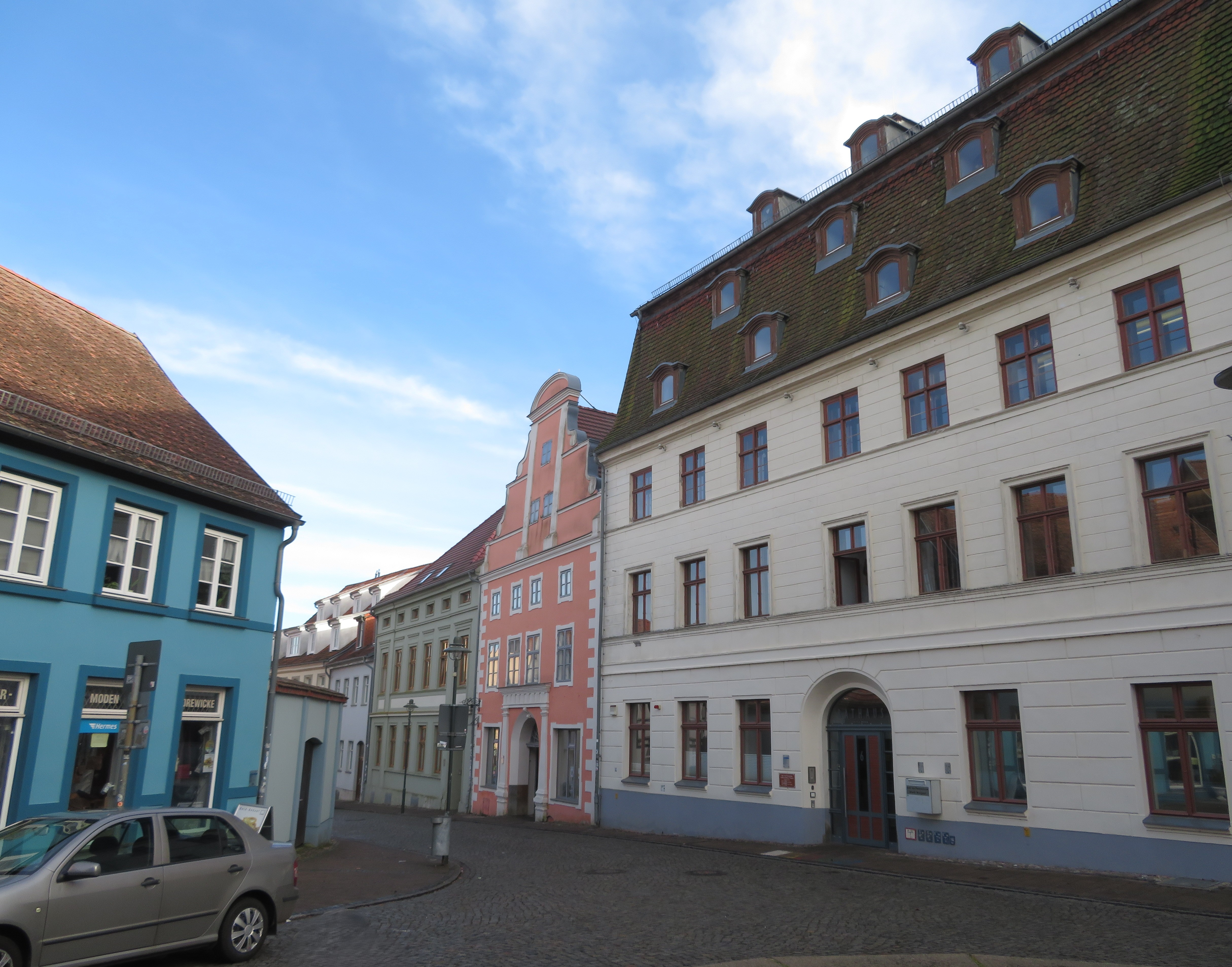
Burgstraße

- Nexø auf Bornholm in Dänemark
- Sölvesborg in Schweden

## Sehenswürdigkeiten und Kultur

### Bauwerke
Die sanierte historische Innenstadt von Wolgast ist gut erhalten. Von den Bauten auf der herzoglichen Schlossinsel sind nur Reste erhalten.
- Die Petrikirche wurde von 1280 bis 1350 im gotischen Stil errichtet und bis zum Anfang des 15. Jahrhunderts zu einer dreischiffigen Basilika umgestaltet. In der Gruft von 1587 befinden sich die Särge der letzten sieben Angehörigen der Herzogsfamilie von Pommern-Wolgast. Nach einem Brand wurde die Kirche 1713 wiederhergestellt. Vom Kirchturm aus bietet sich ein guter Überblick über die Stadt. Die Besichtigung der Gruft ist möglich.
- Das historische Rathaus ist ein zweigeschossiger Backsteinbau, dessen heutige Erscheinung durch die Wiederherstellung von 1718 bis 1724 bestimmt wird. Die Laternentürmchen am barocken Marktgiebel stammen von 1780. Spätgotische Reste sind am hinteren Giebel erhalten.
- Die Gertrudenkapelle ist eine Kirche vom Anfang des 15. Jahrhunderts. Die gotische Kapelle wurde als zwölfeckige Zentralbau aus Backsteinen errichtet und soll an das Heilige Grab in Jerusalem erinnern. Sie steht südlich der Bundesstraße 111 (Chausseestraße, B 111) auf dem Alten Friedhof und gehört zu den ältesten erhaltenen Gebäuden der Stadt. Herzog Wartislaw IX. von Pommern ließ das Gebäude um 1420 als Hospitalkapelle außerhalb der Stadtmauern errichten.
- Die Kapelle St. Jürgen aus dem 15. Jahrhundert ist ein einschiffiger Backsteinbau.
- Das spätgotische Wohnhaus Burgstraße 9 stammt aus dem 16. Jahrhundert. Das Haus Burgstraße 5 mit seinem markanten Stufengiebel wurde 1700 erbaut und ist eines der wenigen Gebäude, das den Stadtbrand von 1713 überstand.
- Reste der Stadtmauer westlich der Altstadt und an der B 111 kurz vor dem Hafen gegenüber dem Runge-Haus (2013 restauriert)
- Der historische Brunnen vor dem alten Rathaus zeigt auf zwölf Bildern die Geschichte Wolgasts.
- Das gründerzeitliche Postgebäude von 1885 im Zentrum an der Ortsdurchfahrt B 111
- Die Herz-Jesu-Kirche wurde 1910 errichtet und ist das Gotteshaus der in Wolgast ansässigen Katholiken, die zusammen mit den Katholiken der Stadt Anklam von der Kirchengemeinde Salvator betreut werden.
- Denkmal aus den 1950er Jahren oberhalb der Bahnhofstraße für die Opfer des Faschismus, unter denen sich Sozialdemokraten, Kommunisten und Juden der Stadt befinden.
- Der Wassermühlen-Brunnen ist eine bespielbare Brunnenskulptur, die 2001 im Rahmen einer Kontakt-Kunst-Aktion der Bildhauer Hans-Werner Kalkmann und Jens Kalkmann unter Beteiligung der Bürger entstand. Kulturgeschichtlicher Hintergrund ist die Mahlsteinsammlung im Mühlen-Stein-Park in der Dr.-Theodor-Neubauer-Straße.

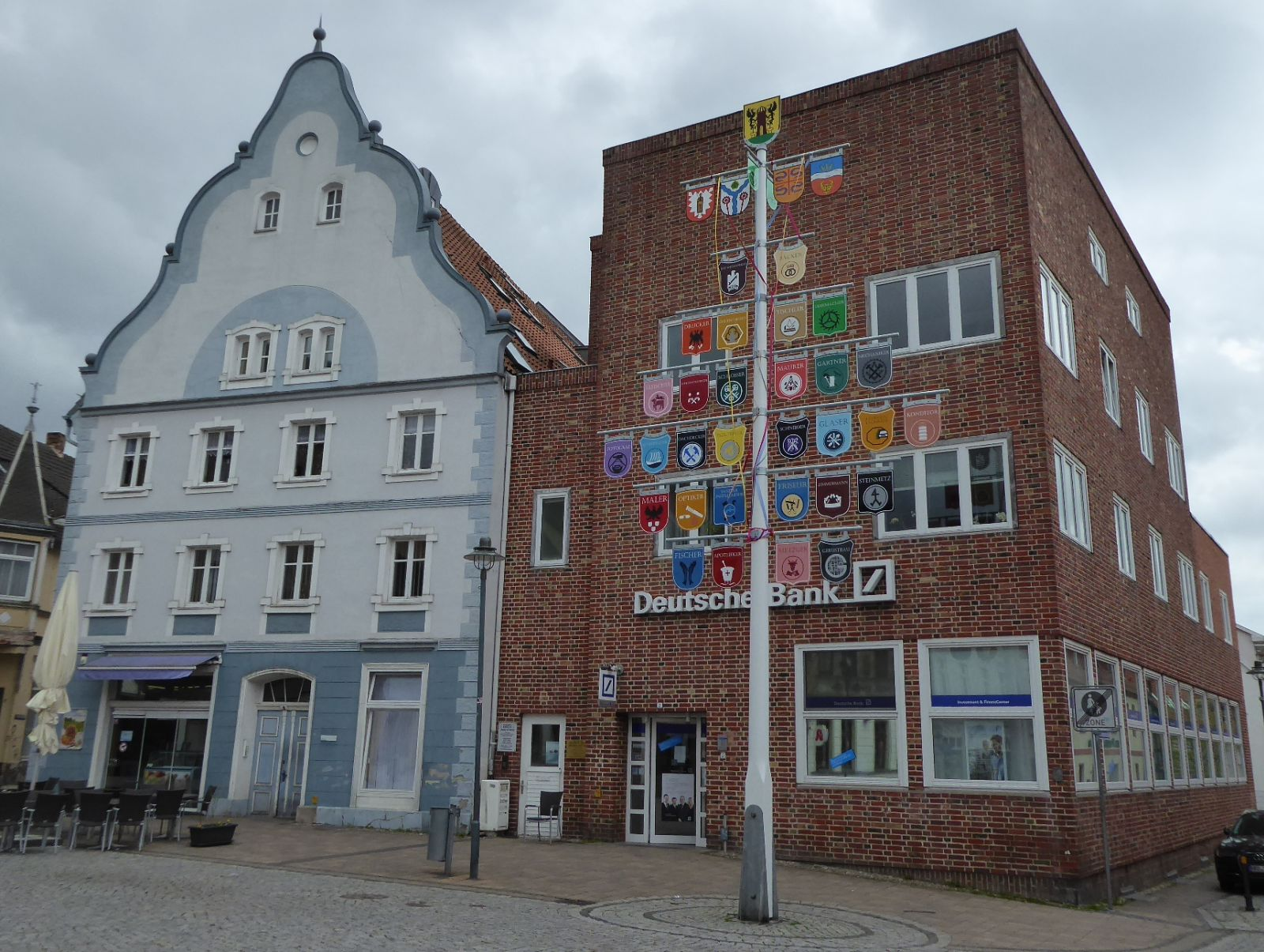
Zunftbaum vor Poelzigs Bankgebäude

- Das Bankgebäude am Rathausplatz 2 wurde von Hans Poelzig, dem Architekten des I.G.-Farben-Hauses in Frankfurt am Main und des Berliner Hauses des Rundfunks, entworfen.

Ortsteile
- Hohendorf: Gotische Dorfkirche Hohendorf aus dem 13. Jahrhundert sowie Pfarrhof mit Pfarrhaus und Scheune
- Schalense: Zweigeschossiges Gutshaus (Herrenhaus) von um 1881 und Gutspark mit kleinem Badesee
- Weidehof: Gutsanlage mit Gutshaus, heute Hotel
- Zarnitz: Gutshaus aus dem ersten Drittel des 19. Jahrhunderts als eingeschossiger, rohrgedeckter Backsteinfachwerkbau sowie weitere Bauernhöfe

### Museen

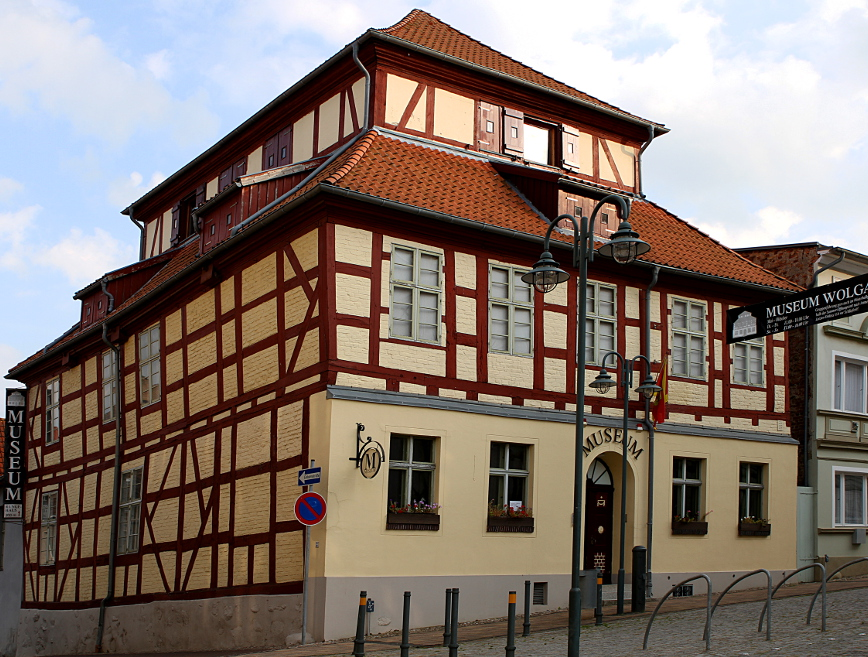
Stadtgeschichtliches Museum

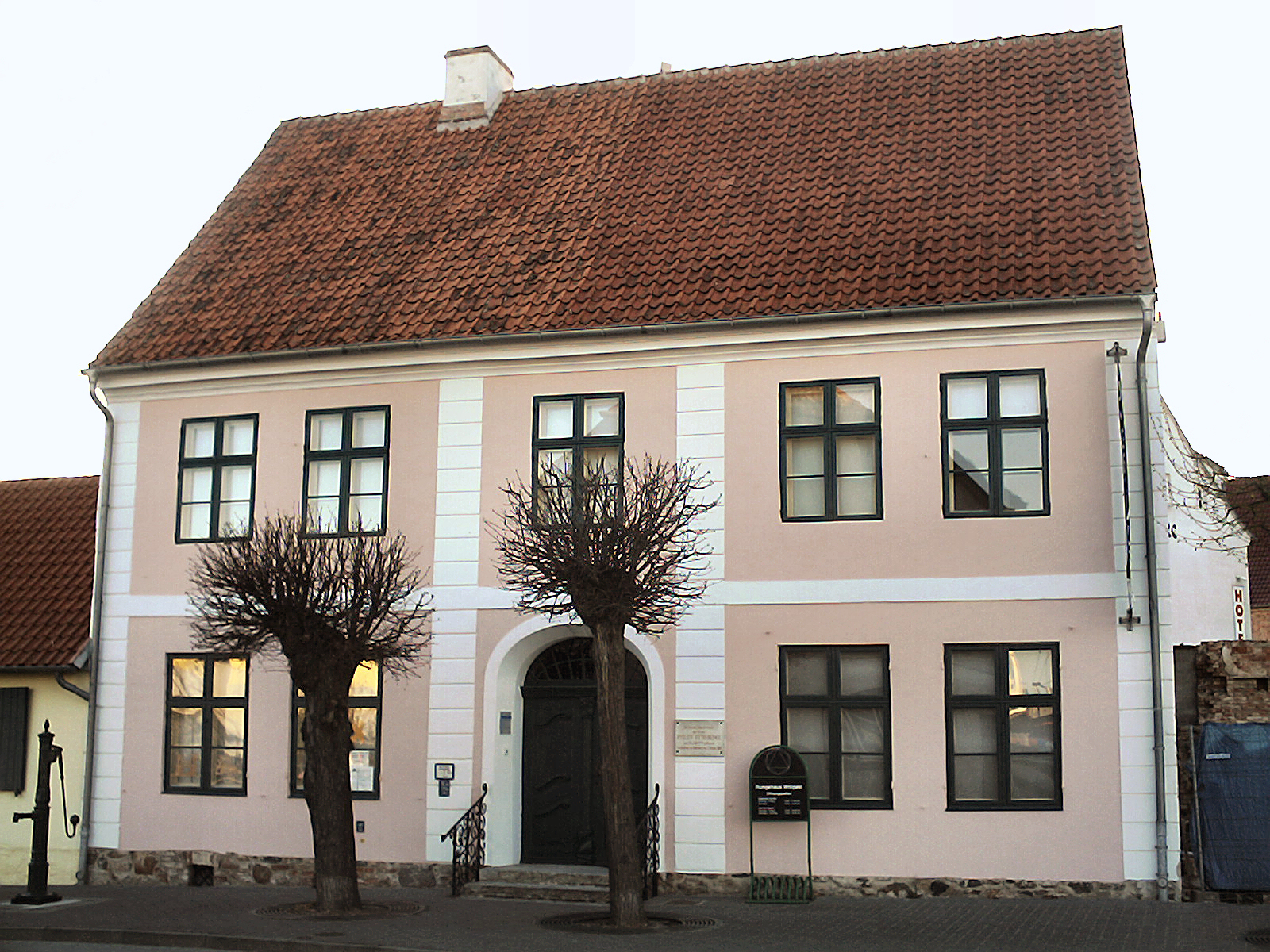
Museum Rungehaus, Geburtshaus des Malers Philipp Otto Runge

- Das Stadtgeschichtliches Museum, wegen des Aussehens des Gebäudes auch als „Kaffeemühle“ bezeichnet, beschäftigt sich mit der Darstellung der Geschichte der Stadt Wolgast vom 8. Jahrhundert bis zur Gegenwart.
- Das Rungehaus ist das Geburtshaus des frühromantischen Malers Philipp Otto Runge.

### Freizeiteinrichtungen
- Im Norden der Stadt liegt der Tierpark Tannenkamp.
- Zwischen der Schlossinsel und dem Fischmarkt befindet sich ein Museumshafen, dessen Hauptattraktion die über 100 Jahre alte und bis nach der Wende eingesetzte Eisenbahnfähre Stralsund ist.
- Am Ufer des Peenestroms befindet sich der Dreilindengrund, der als städtische Badestelle genutzt wird.

### Vergessene Orte
Der alte Jüdische Friedhof am Paschenberg hinter dem Kreiskrankenhaus ist 2008 wiederentdeckt worden, er war zu diesem Zeitpunkt verwildert und unkenntlich. Der jüdischen Opfer der Shoa wird hier mit einem Denkmal gedacht.
Unweit des Hauptbahnhofs auf einer Anhöhe befand sich idyllisch gelegen das ehemalige Kulturhaus Vier Jahreszeiten mit Gaststätten, Bars, Mehrzwecksälen und dem größten Tanzsaal der Stadt. Es wurde Ende der 1990er Jahre abgerissen und die Fläche mit Einfamilienhäusern überbaut.

## Wirtschaft und Infrastruktur

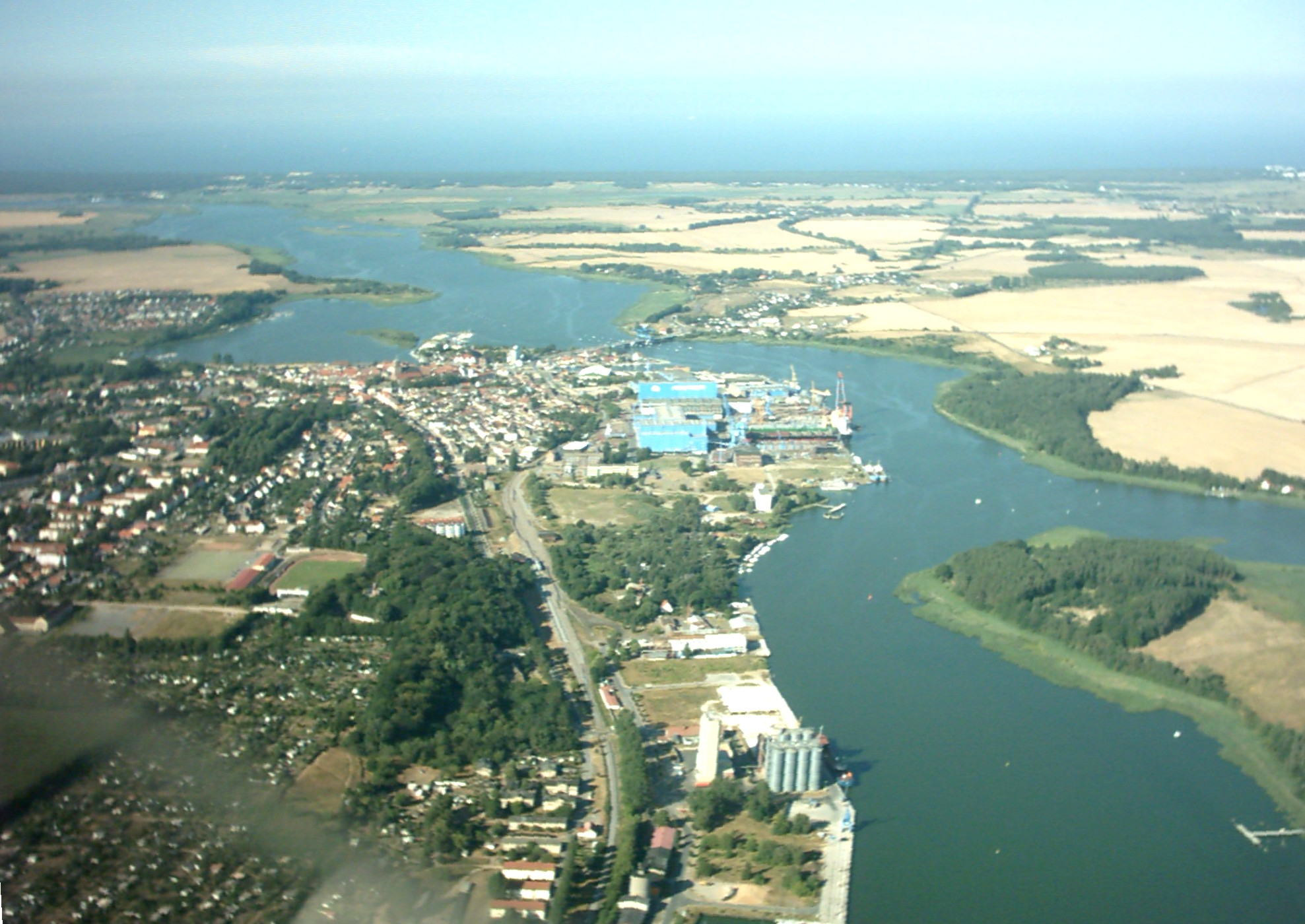
Luftbild von Wolgast mit der Peene-Werft (blau)

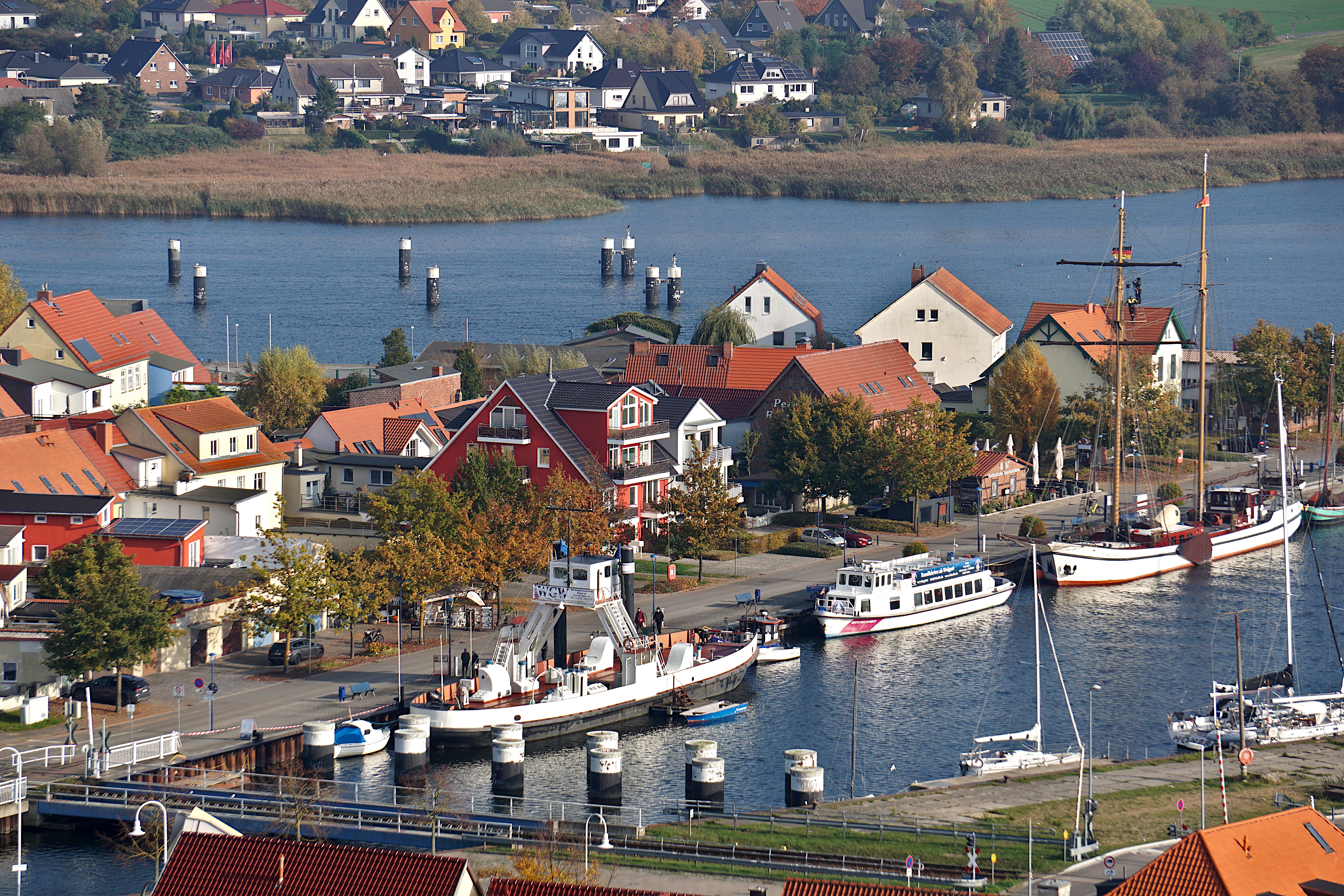
Wolgaster Hafen vom Turm der Petrikirche aus

### Wirtschaft
Wolgast ist Sitz des Amtes Am Peenestrom und gilt als Mittelzentrum in der Region. In Wolgast gibt es ein Arbeitsamt, eine Dienststelle der Sozialagentur des Landkreises Ostvorpommern, das Kreiskrankenhaus Wolgast in Trägerschaft der Universitätsmedizin Greifswald, ein Ärztehaus, eine Musikschule und eine Außenstelle der Volkshochschule Ostvorpommern, eine Mittelschule, eine städtische Bibliothek, eine Berufsschule und ein Gymnasium sowie ein Polizeirevier und eine Inspektion der Wasserschutzpolizei. Das ehemalige Finanzamt Wolgast wurde mit Wirkung zum 1. August 2009 mit dem Finanzamt Greifswald am Standort Greifswald zusammengelegt. Darüber hinaus wurde das Amtsgericht Wolgast mit Ablauf des 31. August 2015 aufgelöst.
Die Wirtschaft wird geprägt von der Peene-Werft mit rund 300 Beschäftigten und diversen Zulieferbetrieben. Die Stadt besitzt weiterhin ein Existenzgründerzentrum sowie einen Stadthafen und den Südhafen für Binnen- und Seeschifffahrt. 2013 wurden im Hafen 470.000 Tonnen Güter umgeschlagen (2012: 480.000 t). 2018 wurden 243.500 t, 2019 251.000 t umgeschlagen.
Der Hauptsitz der Volksbank Wolgast befand sich bis zur Fusion mit der Volksbank Raiffeisenbank Greifswald zur Volksbank Vorpommern 2019 in der Stadt.

### Verkehr
Straße

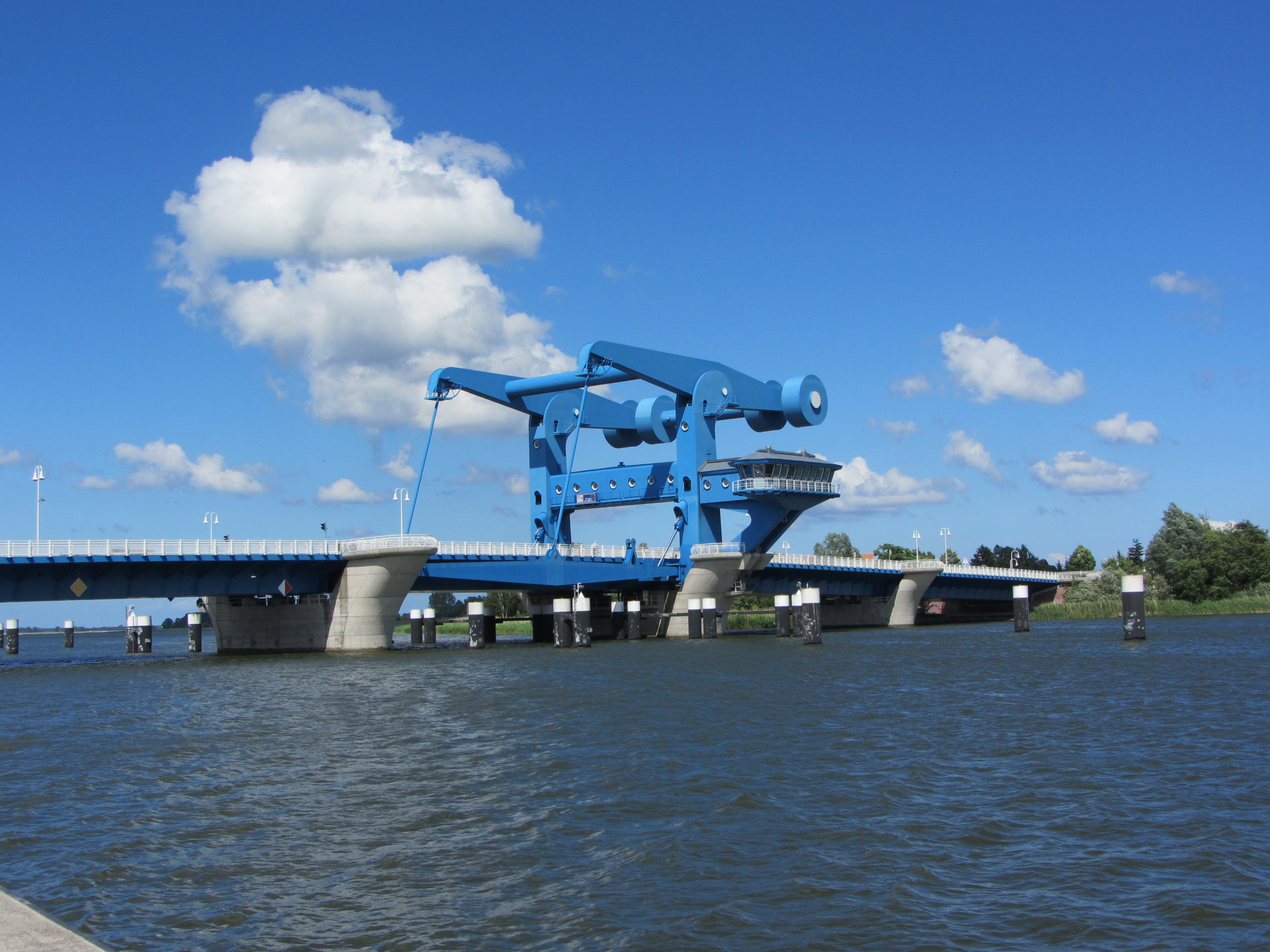
Peenebrücke (Blaues Wunder)

Wolgast liegt an der Bundesstraße B 111, die von der Anschlussstelle Gützkow der Bundesautobahn 20 kommend die Stadt durchquert und auf die Insel Usedom führt.
Die 1934 fertiggestellte Peenebrücke über den Peenestrom wurde nach der Sprengung gegen Ende des Zweiten Weltkriegs neu aufgebaut und 1950 wieder eröffnet. Ab 1994 begannen die Bauarbeiten für einen kompletten Neubau, der 1996 als Straßen- und 2000 als kombinierte Eisenbahnbrücke fertiggestellt wurde. Wegen ihrer Farbe wird diese Brücke wie ähnliche Bauten als Blaues Wunder bezeichnet. Vor allem in der Urlaubszeit ist die Brücke als einzige westliche Verbindung zur Insel Usedom ein Nadelöhr, und der Verkehr staut sich im Stadtzentrum und darüber hinaus teilweise kilometerweit.
Der Bau einer Ortsumgehung zur Entlastung vom Durchgangsverkehr, insbesondere in den touristisch wichtigen Sommermonaten, ist seit Mitte der 1990er Jahre vorgesehen. Für die Errichtung einer 6,3 km langen Ortsumgehung ist eine weitere 1,5 km lange Straßenbrücke über die Peene vorgesehen. Das Planfeststellungsverfahren wurde im April 2021 abgeschlossen. Mit der Gesamtfertigstellung wird im Jahr 2026 gerechnet.
Eisenbahn
Der Bahnhof Wolgast und die Bahnhöfe Wolgast Hafen und Wolgast Fähre liegen an der seit 1863 bestehenden Bahnstrecke Züssow–Wolgast Hafen und an der 1876 eröffneten Bahnstrecke Wolgast–Swinemünde. Durch den Bau der Peenebrücke, die zusätzlich mit einem Eisenbahngleis versehen wurde, ist seit 2000 ein direkter Bahnverkehr auf die Insel Usedom bis nach Świnoujście (Swinemünde) in Polen möglich.
Wolgaster Fähre
Die Wolgaster Fähre wurde erstmals 1631 als Wolgastische Fähre genannt. Von 1906 bis 1911 wurden die Eisenbahnstrecke vom Bahnhof Heringsdorf bis zur Wolgaster Fähre und der Bahnhof Wolgaster Fähre gebaut. Damit wurde die Verbindung zur Strecke Ducherow-Swinemünde-Zinnowitz hergestellt. Zusätzlich wurde am Peenestrom ein Trajekt zum Übersetzen des rollenden Materials und der Güterzüge eingerichtet. Für den Personenverkehr mussten die Passagiere vom Bahnhof Wolgast Hafen zum Bahnhof Wolgaster Fähre mit Personenfähren übergesetzt werden. Damit gab es drei Fährlinien: die Personenfähre ab Schlossinsel, die Wagenfähre vom Hafen und weiter südlich die Eisenbahntrajektfähre.
1937 wurde die erste Stahlklappbrücke als Straßenbrücke über den Peenestrom mit einer Länge von 247 m für Zulieferungen zur Heeresversuchsanstalt Peenemünde erbaut, damit entfielen die Fährverbindungen außer dem Trajektverkehr der Bahn. Die Passagiere mussten jetzt zu Fuß die Strecke von Bahnhof Wolgast Hafen über die Brücke bis zum Bahnhof Wolgaster Fähre laufen.
Die Brücke wurde 1945 von der abziehenden Wehrmacht gesprengt. Sie wurde 1952 als Brücke der Freundschaft wieder aufgebaut. Seit 1945 war wegen der Sprengung der Karniner Brücke und der nachfolgenden Demontage der Bahnstrecke Ducherow-Swinemünde der Bahnverkehr nur über Wolgast möglich.
Die Brücke wurde 1997 bis 1999 als Kombi-Brücke für Straße und Schiene erneuert. Sie hatte eine größere Durchfahrtsbreite für die Schiffe aus der Wolgaster Peenewerft. Mit der neuen Linienführung einschließlich Tunnel unter der Bundesstraße B 111 wurde der Bahnhof Wolgaster Fähre überflüssig, es blieb lediglich ein Haltepunkt für die Usedomer Bäderbahn (UBB).
Fahrradverkehr
Wolgast ist an mehrere nationale und internationale Fernradwege angeschlossen, unter anderem an den Ostseeküsten-Radweg bzw. die EuroVelo-Route 10, die rings um die Ostsee führt, sowie an den Iron Curtain Trail, der als EuroVelo 13 entlang des ehemaligen Eisernen Vorhangs von Norwegen bis ans Schwarze Meer verläuft.

### Bildung
- Grundschule Wolgast, Baustraße 16
- Regionale Realschule G. L. Th. Kosegarten, Baustraße 16
- Runge-Gymnasium, Lustwall 7 / Schulstraße 1
- Janusz-Korczak-Schule, Förderschule, Schulstraße 5
- Berufliche Schule, Schulstraße 1
- Vereinigte Volkshochschulen Vorpommern-Greifswald, Standort Anklam/Wolgast, Am Lustwall 7
- Carl Wilhelm Berthold Heberlein Schule Wolgast, Heberleinstraße 32
- Evangelische Schule Wolgast, Unterwallstr. 18 a, 17438 Wolgast

### Sport

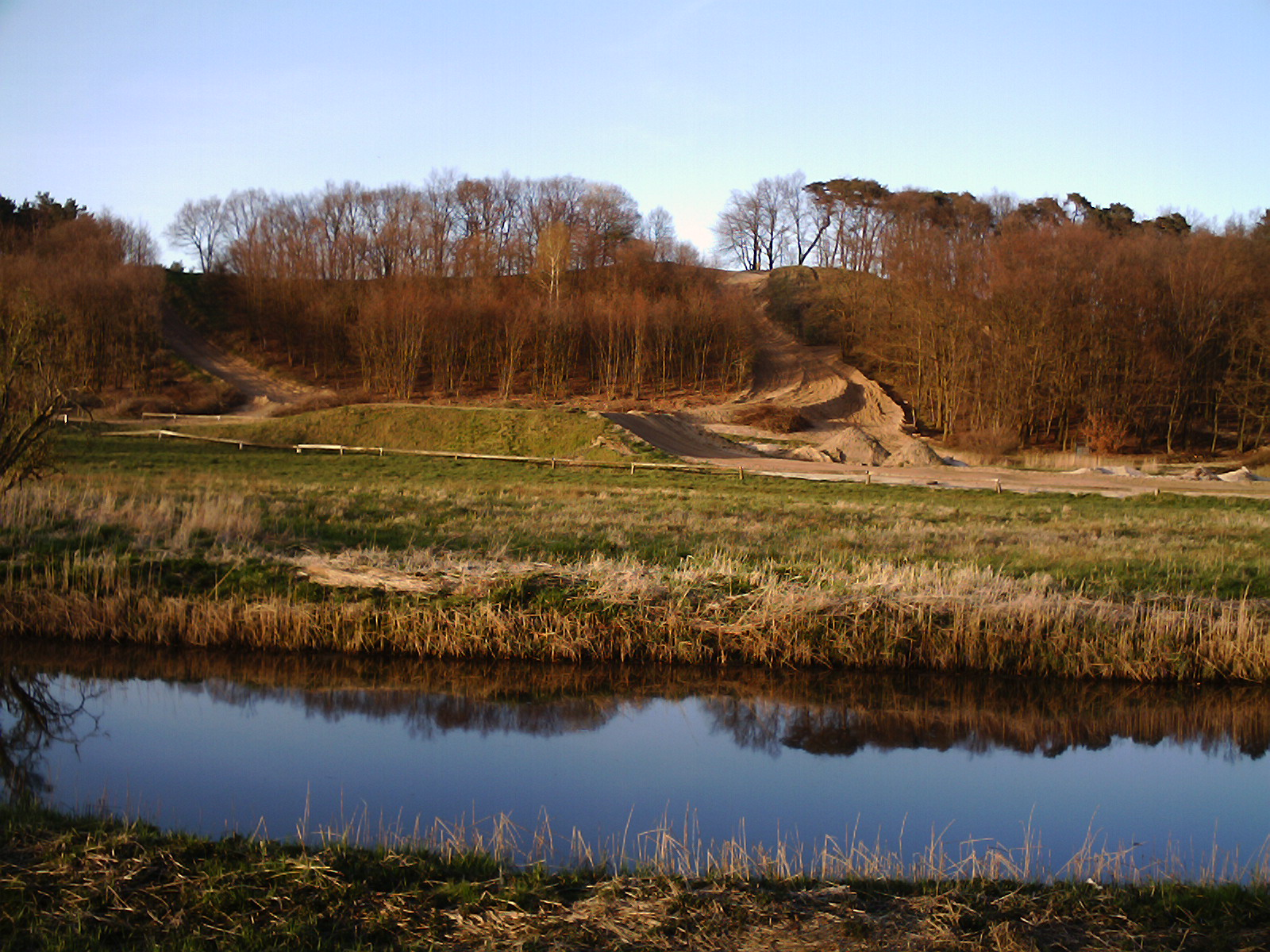
Zieseberg mit Motocross-Rennstrecke des MC Wolgast

- SV Motor 1949 Wolgast, dessen Sportler unter dem Vereinsnamen BSG Motor Wolgast bis 1990 vor allem in den Sportarten Judo und Kegeln sowie Boxen bei DDR-Meisterschaften in Einzel- und Mannschaftswettbewerben erfolgreich waren.
- FC Rot-Weiß Wolgast seit 2001 ausgegliederte Fußballmannschaft erreichte 1963, 1977 und 1980 dreimal den Aufstieg in die DDR-Liga, die zweithöchste Klasse im Spielbetrieb des Deutschen Fußball-Verbands der DDR.
- MC Wolgast im Motorsport: War bei DDR-Meisterschaften erfolgreich; veranstaltet auf der vereinseigenen Rennstrecke am Zieseberg jährlich Motocross-Wettkämpfe mit internationaler Beteiligung.
- Sportclub Wolgast (SC Wolgast e. V.) mit den Vorpommern Vandals, seit 2006 eine American-Football-Mannschaft, die in der Landesliga Nord/Ost spielt und in Wolgast sowie Greifswald trainiert.[30]
- Weitere aktive Sportvereine in der Stadt bestehen unter anderem in den Bereichen Angeln, Handball, Kanusport, Pferdesport, Rudern, Schwimmen, Sportschießen, Segeln, Tanzen und Tauchen.

Zentrale Sportstätte der Stadt ist das 6000 Zuschauer fassende Peenestadion.

## Persönlichkeiten

Philipp Otto Runge